# ATP Challenger Tour 2014
L'ATP Challenger Tour 2014 è stata una serie di tornei internazionali maschili studiati per consentire a giocatori di seconda fascia di acquisire un ranking sufficiente per accedere ai tornei del circuito maggiore. Si sono tenuti 150 tornei con montepremi da 40.000 $ fino a 220.000 $. Il montepremi totale dei tornei è stato pari a 9,1 milioni di dollari più l'ospitalità per i tennisti. È stata la 37ª edizione del circuito Challenger, la 6ª sotto questo nome.

## Calendario

### Legenda
| ATP Challenger Tour Finals |
| Serie regolari             |

### Gennaio
| Settimana   | Torneo | Campione                                            | Finalista                                 | Semifinalisti                        | Eliminati ai quarti                                                      |
| ----------- | --- | --------------------------------------------------- | ----------------------------------------- | ------------------------------------ | ------------------------------------------------------------------------ |
| 30 dicembre | Aberto de São Paulo 2014 San Paolo, Brasile Serie regolari 125 000 $+H – Cemento – 32S/24Q/16D Singolare - Doppio                               | João Souza 6–4, 6–4                                 | Alejandro González                        | Guido Pella Gastão Elias             | Agustín Velotti Guido Andreozzi Facundo Argüello Fernando Romboli        |
| 30 dicembre | Aberto de São Paulo 2014 San Paolo, Brasile Serie regolari 125 000 $+H – Cemento – 32S/24Q/16D Singolare - Doppio                               | Gero Kretschmer Alexander Satschko 4–6, 7–5, [10–6] | Nicolás Barrientos Víctor Estrella Burgos | Guido Pella Gastão Elias             | Agustín Velotti Guido Andreozzi Facundo Argüello Fernando Romboli        |
| 30 dicembre | Internationaux de Nouvelle-Calédonie 2014 Nouméa, Nuova Caledonia, Francia Serie regolari 75 000 $+H – Cemento – 32S/32Q/16D Singolare - Doppio | Alejandro Falla 6–2, 6–2                            | Steven Diez                               | Adrián Menéndez Maceiras James McGee | Denis Kudla Lucas Pouille Austin Krajicek Grégoire Burquier              |
| 30 dicembre | Internationaux de Nouvelle-Calédonie 2014 Nouméa, Nuova Caledonia, Francia Serie regolari 75 000 $+H – Cemento – 32S/32Q/16D Singolare - Doppio | Austin Krajicek Tennys Sandgren 7–6(4), 6–4         | Ante Pavić Blaž Rola                      | Adrián Menéndez Maceiras James McGee | Denis Kudla Lucas Pouille Austin Krajicek Grégoire Burquier              |
| 6 gennaio   | Nessun torneo | Nessun torneo                                       | Nessun torneo                             | Nessun torneo                        | Nessun torneo                                                            |
| 13 gennaio  | Nessun torneo | Nessun torneo                                       | Nessun torneo                             | Nessun torneo                        | Nessun torneo                                                            |
| 20 gennaio  | Intersport Heilbronn Open 2014 Heilbronn, Germania Serie regolari 106 500 €+H – Cemento (indoor) – 32S/32Q/16D Singolare - Doppio               | Peter Gojowczyk 6–4, 7–5                            | Igor Sijsling                             | Jesse Huta Galung Jiří Veselý        | Andrea Arnaboldi Jan-Lennard Struff Andreas Haider-Maurer Michael Berrer |
| 20 gennaio  | Intersport Heilbronn Open 2014 Heilbronn, Germania Serie regolari 106 500 €+H – Cemento (indoor) – 32S/32Q/16D Singolare - Doppio               | Tomasz Bednarek Henri Kontinen 3–6, 7–6(3), [12–10] | Ken Skupski Neal Skupski                  | Jesse Huta Galung Jiří Veselý        | Andrea Arnaboldi Jan-Lennard Struff Andreas Haider-Maurer Michael Berrer |
| 20 gennaio  | Royal Lahaina Challenger 2014 Lahaina, USA Serie regolari 50 000 $ – Cemento – 32S/22Q/16D Singolare - Doppio                                   | Bradley Klahn 6–2, 6–3                              | Yang Tsung-hua                            | Tatsuma Itō Tim Smyczek              | Denys Molčanov Peter Polansky Takanyi Garanganga Austin Krajicek         |
| 20 gennaio  | Royal Lahaina Challenger 2014 Lahaina, USA Serie regolari 50 000 $ – Cemento – 32S/22Q/16D Singolare - Doppio                                   | Denis Kudla Yasutaka Uchiyama 6–3, 6–2              | Daniel Kosakowski Nicolas Meister         | Tatsuma Itō Tim Smyczek              | Denys Molčanov Peter Polansky Takanyi Garanganga Austin Krajicek         |
| 20 gennaio  | Open Bucaramanga 2014 Bucaramanga, Colombia Serie regolari 40 000 $+H – Terra rossa – 32S/32Q/16D Singolare - Doppio                            | Alejandro Falla 7–5, 6–1                            | Paolo Lorenzi                             | Alejandro González Diego Schwartzman | André Ghem Facundo Argüello Guido Andreozzi Pere Riba                    |
| 20 gennaio  | Open Bucaramanga 2014 Bucaramanga, Colombia Serie regolari 40 000 $+H – Terra rossa – 32S/32Q/16D Singolare - Doppio                            | Juan Sebastián Cabal Robert Farah 7–6(3), 6–3       | Kevin King Juan Carlos Spir               | Alejandro González Diego Schwartzman | André Ghem Facundo Argüello Guido Andreozzi Pere Riba                    |
| 27 gennaio  | McDonald's Burnie International 2014 Burnie, Australia Serie regolari 50 000 $ – Cemento – 32S/32Q/16D Singolare - Doppio                       | Matt Reid 6–3, 6–2                                  | Hiroki Moriya                             | Jarmere Jenkins Yūichi Ito           | Matthew Barton Alex Bolt Benjamin Mitchell Christopher O'Connell         |
| 27 gennaio  | McDonald's Burnie International 2014 Burnie, Australia Serie regolari 50 000 $ – Cemento – 32S/32Q/16D Singolare - Doppio                       | Matt Reid John-Patrick Smith 6–4, 6–2               | Toshihide Matsui Danai Udomchoke          | Jarmere Jenkins Yūichi Ito           | Matthew Barton Alex Bolt Benjamin Mitchell Christopher O'Connell         |
| 27 gennaio  | Chitré Challenger 2014 Chitré, Panama Serie regolari 40 000 $+H – Cemento – 32S/25Q/16D Singolare – Doppio                                      | Wayne Odesnik 5–7, 6–4, 6–4                         | Wang Yeu-tzuoo                            | Daniel Kosakowski Paolo Lorenzi      | Alejandro Falla Malek Jaziri Eduardo Struvay André Ghem                  |
| 27 gennaio  | Chitré Challenger 2014 Chitré, Panama Serie regolari 40 000 $+H – Cemento – 32S/25Q/16D Singolare – Doppio                                      | Kevin King Juan Carlos Spir 7–6(5), 6–4             | Alex Llompart Mateo Nicolas Martinez      | Daniel Kosakowski Paolo Lorenzi      | Alejandro Falla Malek Jaziri Eduardo Struvay André Ghem                  |

### Febbraio
| Settimana   | Torneo | Campione                                              | Finalista                                           | Semifinalisti                         | Eliminati ai quarti                                                  |
| ----------- | --- | ----------------------------------------------------- | --------------------------------------------------- | ------------------------------------- | -------------------------------------------------------------------- |
| 3 febbraio  | Challenger of Dallas 2014 Dallas, Stati Uniti 100 000 $ – Cemento indoor – 32S/32Q/16D Singolare - Doppio              | Steve Johnson 6–4, 6–4                                | Malek Jaziri                                        | Tim Pütz Víctor Estrella Burgos       | Rhyne Williams Samuel Groth Evan King James McGee                    |
| 3 febbraio  | Challenger of Dallas 2014 Dallas, Stati Uniti 100 000 $ – Cemento indoor – 32S/32Q/16D Singolare - Doppio              | Samuel Groth Chris Guccione 6–4, 6–2                  | Ryan Harrison Mark Knowles                          | Tim Pütz Víctor Estrella Burgos       | Rhyne Williams Samuel Groth Evan King James McGee                    |
| 3 febbraio  | P.L. Reddy Memorial Challenger 2014 Chennai, India 50 000 $ - Cemento - 32S/32Q/16D Singolare - Doppio                 | Yuki Bhambri 4–6, 6–3, 7–5                            | Aleksandr Kudrjavcev                                | Somdev Devvarman Evgenij Donskoj      | Jordi Samper-Montaña Lucas Pouille Saketh Myneni Sanam Singh         |
| 3 febbraio  | P.L. Reddy Memorial Challenger 2014 Chennai, India 50 000 $ - Cemento - 32S/32Q/16D Singolare - Doppio                 | Yuki Bhambri Michael Venus 6–4, 7–6(3)                | N. Sriram Balaji Blaž Rola                          | Somdev Devvarman Evgenij Donskoj      | Jordi Samper-Montaña Lucas Pouille Saketh Myneni Sanam Singh         |
| 3 febbraio  | Charles Sturt Adelaide International 2014 West Lakes, Australia 50 000 $ - Cemento - 32S/32Q/16D Singolare - Doppio    | Bradley Klahn 6–3, 7–6(9)                             | Tatsuma Itō                                         | Hiroki Moriya James Duckworth         | John-Patrick Smith Matthew Barton Maverick Banes Jarmere Jenkins     |
| 3 febbraio  | Charles Sturt Adelaide International 2014 West Lakes, Australia 50 000 $ - Cemento - 32S/32Q/16D Singolare - Doppio    | Marcus Daniell Jarmere Jenkins 6–4, 6–4               | Dane Propoggia Jose Rubin Statham                   | Hiroki Moriya James Duckworth         | John-Patrick Smith Matthew Barton Maverick Banes Jarmere Jenkins     |
| 10 febbraio | Internazionali di Tennis di Bergamo 2014 Bergamo, Italia 42 500 €+H – Cemento indoor – 32S/32Q/16D Singolare - Doppio  | Simone Bolelli 7–6(6), 6–4                            | Jan-Lennard Struff                                  | Dustin Brown Andrea Arnaboldi         | Laurynas Grigelis Matteo Trevisan Márton Fucsovics Andreas Beck      |
| 10 febbraio | Internazionali di Tennis di Bergamo 2014 Bergamo, Italia 42 500 €+H – Cemento indoor – 32S/32Q/16D Singolare - Doppio  | Karol Beck Michal Mertiňák 4–6, 7–5, [10–6]           | Konstantin Kravčuk Denys Molčanov                   | Dustin Brown Andrea Arnaboldi         | Laurynas Grigelis Matteo Trevisan Márton Fucsovics Andreas Beck      |
| 10 febbraio | Open BNP Paribas Banque de Bretagne 2014 Quimper, Francia 42 500 €+H – Cemento indoor – 32S/16Q/16D Singolare - Doppio | Pierre-Hugues Herbert 7–6(5), 6–3                     | Vincent Millot                                      | Grégoire Burquier Gilles Müller       | Mathieu Rodrigues Albano Olivetti Marius Copil Jan Mertl             |
| 10 febbraio | Open BNP Paribas Banque de Bretagne 2014 Quimper, Francia 42 500 €+H – Cemento indoor – 32S/16Q/16D Singolare - Doppio | Pierre-Hugues Herbert Albano Olivetti 6–4, 6–3        | Toni Androić Nikola Mektić                          | Grégoire Burquier Gilles Müller       | Mathieu Rodrigues Albano Olivetti Marius Copil Jan Mertl             |
| 10 febbraio | Calcutta ATP Challenger Tour 2014 Calcutta, India 50 000 $ - Cemento - 32S/32Q/16D Singolare - Doppio                  | Ilija Bozoljac 6–1, 6–1                               | Evgenij Donskoj                                     | Oleksandr Nedovjesov Somdev Devvarman | David Guez Agustín Velotti Chen Ti Adrián Menéndez Maceiras          |
| 10 febbraio | Calcutta ATP Challenger Tour 2014 Calcutta, India 50 000 $ - Cemento - 32S/32Q/16D Singolare - Doppio                  | Saketh Myneni Sanam Singh 6–3, 3–6, [10–4]            | Divij Sharan Vishnu Vardhan                         | Oleksandr Nedovjesov Somdev Devvarman | David Guez Agustín Velotti Chen Ti Adrián Menéndez Maceiras          |
| 17 febbraio | Delhi Open 2014 Nuova Delhi, India 100 000 $ - Cemento - 32S/32Q/16D Singolare - Doppio                                | Somdev Devvarman 6–3, 6–1                             | Oleksandr Nedovjesov                                | Ilija Bozoljac Evgenij Donskoj        | Lucas Pouille Illja Marčenko Radu Albot Zhang Ze                     |
| 17 febbraio | Delhi Open 2014 Nuova Delhi, India 100 000 $ - Cemento - 32S/32Q/16D Singolare - Doppio                                | Saketh Myneni Sanam Singh 7–6(5), 6–4                 | Sanchai Ratiwatana Sonchat Ratiwatana               | Ilija Bozoljac Evgenij Donskoj        | Lucas Pouille Illja Marčenko Radu Albot Zhang Ze                     |
| 17 febbraio | Morelos Open 2014 Cuernavaca, Messico 75 000 $+H - Cemento - 32S/32Q/16D Singolare - Doppio                            | Gerald Melzer 6–1, 6–4                                | Víctor Estrella Burgos                              | Rajeev Ram Malek Jaziri               | Henrique Cunha Nicolas Meister Daniel Kosakowski Carlos Salamanca    |
| 17 febbraio | Morelos Open 2014 Cuernavaca, Messico 75 000 $+H - Cemento - 32S/32Q/16D Singolare - Doppio                            | Andrej Martin Gerald Melzer 6–2, 6–4                  | Alejandro Moreno Figueroa Miguel Ángel Reyes Varela | Rajeev Ram Malek Jaziri               | Henrique Cunha Nicolas Meister Daniel Kosakowski Carlos Salamanca    |
| 17 febbraio | Astana Challenger 2014 Astana, Kazakistan 75 000 $ – Cemento indoor – 32S/27Q/16D Singolare - Doppio                   | Andrej Golubev 6–4, 6–4                               | Gilles Müller                                       | Nikoloz Basilašvili Farrukh Dustov    | Aleksandr Kudrjavcev Filip Krajinović Marsel İlhan Matteo Viola      |
| 17 febbraio | Astana Challenger 2014 Astana, Kazakistan 75 000 $ – Cemento indoor – 32S/27Q/16D Singolare - Doppio                   | Sergey Betov Aljaksandr Bury 6–1, 6–4                 | Andrej Golubev Evgenij Korolëv                      | Nikoloz Basilašvili Farrukh Dustov    | Aleksandr Kudrjavcev Filip Krajinović Marsel İlhan Matteo Viola      |
| 24 febbraio | Challenger La Manche 2014 Cherbourg, Francia 64 000 €+H – Cemento indoor – 32S/21Q/16D Singolare - Doppio              | Kenny de Schepper 3–6, 6–2, 6–3                       | Norbert Gombos                                      | Farrukh Dustov Ričardas Berankis      | Albano Olivetti Jaroslav Pospíšil Lucas Pouille Dustin Brown         |
| 24 febbraio | Challenger La Manche 2014 Cherbourg, Francia 64 000 €+H – Cemento indoor – 32S/21Q/16D Singolare - Doppio              | Henri Kontinen Konstantin Kravčuk 6–4, 6(3)–7, [10–7] | Pierre-Hugues Herbert Albano Olivetti               | Farrukh Dustov Ričardas Berankis      | Albano Olivetti Jaroslav Pospíšil Lucas Pouille Dustin Brown         |
| 24 febbraio | ATP Challenger Guangzhou 2014 Guangzhou, Cina 50 000 $+H - Cemento - 32S/28Q/16D Singolare - Doppio                    | Blaž Rola 6(4)–7, 6–4, 6–3                            | Yūichi Sugita                                       | Gō Soeda Michael Venus                | Martin Fischer Matthias Bachinger Rui Machado Amir Weintraub         |
| 24 febbraio | ATP Challenger Guangzhou 2014 Guangzhou, Cina 50 000 $+H - Cemento - 32S/28Q/16D Singolare - Doppio                    | Sanchai Ratiwatana Sonchat Ratiwatana 6–2, 6–4        | Lee Hsin-han Amir Weintraub                         | Gō Soeda Michael Venus                | Martin Fischer Matthias Bachinger Rui Machado Amir Weintraub         |
| 24 febbraio | Challenger Salinas 2014 Salinas, Ecuador 40 000 $+H - Terra rossa - 32S/32Q/16D Singolare - Doppio                     | Víctor Estrella Burgos 6–3, 6–4                       | Andrea Collarini                                    | Renzo Olivo Emilio Gómez              | Carlos Salamanca José Pereira Juan Ignacio Londero Marco Trungelliti |
| 24 febbraio | Challenger Salinas 2014 Salinas, Ecuador 40 000 $+H - Terra rossa - 32S/32Q/16D Singolare - Doppio                     | Roberto Maytín Fernando Romboli 6–3, 6–4              | Hugo Dellien Eduardo Schwank                        | Renzo Olivo Emilio Gómez              | Carlos Salamanca José Pereira Juan Ignacio Londero Marco Trungelliti |

### Marzo
| Settimana | Torneo | Campione                                           | Finalista                        | Semifinalisti                            | Eliminati ai quarti                                                |
| --------- | --- | -------------------------------------------------- | -------------------------------- | ---------------------------------------- | ------------------------------------------------------------------ |
| 3 marzo   | All Japan Indoor Tennis Championships 2014 Kyoto, Giappone 40 000 $+H – Cemento indoor – 32S/25Q/16D Singolare - Doppio | Martin Fischer 3–6, 7–5, 6–4                       | Tatsuma Itō                      | Gō Soeda Marco Chiudinelli               | Hiroki Moriya Andreas Beck Yuuya Kibi Ričardas Berankis            |
| 3 marzo   | All Japan Indoor Tennis Championships 2014 Kyoto, Giappone 40 000 $+H – Cemento indoor – 32S/25Q/16D Singolare - Doppio | Purav Raja Divij Sharan 5–7, 7–6(3), [10–4]        | Sanchai Ratiwatana Michael Venus | Gō Soeda Marco Chiudinelli               | Hiroki Moriya Andreas Beck Yuuya Kibi Ričardas Berankis            |
| 10 marzo  | Irving Tennis Classic 2014 Irving, Stati Uniti 125 000 $+H - Cemento - 32S/32Q/16D Singolare - Doppio                   | Lukáš Rosol 6–0, 6–3                               | Steve Johnson                    | Tobias Kamke Serhij Stachovs'kyj         | Benjamin Becker Illja Marčenko Ryan Harrison Tim Smyczek           |
| 10 marzo  | Irving Tennis Classic 2014 Irving, Stati Uniti 125 000 $+H - Cemento - 32S/32Q/16D Singolare - Doppio                   | Santiago González Scott Lipsky 4–6, 7–6(7), [10–7] | John-Patrick Smith Michael Venus | Tobias Kamke Serhij Stachovs'kyj         | Benjamin Becker Illja Marčenko Ryan Harrison Tim Smyczek           |
| 10 marzo  | Kazan Kremlin Cup 2014 Kazan', Russia 75 000 $+H – Cemento indoor – 32S/32Q/16D Singolare - Doppio                      | Marsel İlhan 7–6(6), 6–3                           | Michael Berrer                   | Farrukh Dustov Andrej Kuznecov           | Albano Olivetti Ričardas Berankis Norbert Gombos Gilles Müller     |
| 10 marzo  | Kazan Kremlin Cup 2014 Kazan', Russia 75 000 $+H – Cemento indoor – 32S/32Q/16D Singolare - Doppio                      | Flavio Cipolla Goran Tošić 3–6, 7–5, [12–10]       | Victor Baluda Konstantin Kravčuk | Farrukh Dustov Andrej Kuznecov           | Albano Olivetti Ričardas Berankis Norbert Gombos Gilles Müller     |
| 17 marzo  | Men's Rimouski Challenger 2014 Rimouski, Canada 40 000 $+H – Cemento indoor – 32S/14Q/16D Singolare - Doppio            | Samuel Groth 7–6(3), 6–2                           | Ante Pavić                       | Austin Krajicek Yūichi Sugita            | Rajeev Ram Andreas Beck Yoshihito Nishioka Daniel Cox              |
| 17 marzo  | Men's Rimouski Challenger 2014 Rimouski, Canada 40 000 $+H – Cemento indoor – 32S/14Q/16D Singolare - Doppio            | Edward Corrie Daniel Smethurst 6–2, 6–1            | Germain Gigounon Olivier Rochus  | Austin Krajicek Yūichi Sugita            | Rajeev Ram Andreas Beck Yoshihito Nishioka Daniel Cox              |
| 17 marzo  | Panama Challenger 2014 Panama, Panama 40 000 $+H - Terra rossa - 32S/32Q/16D Singolare - Doppio                         | Pere Riba 7–5, 5–7, 6–2                            | Blaž Rola                        | Albert Ramos Viñolas Gerald Melzer       | Adrian Ungur Andreas Haider-Maurer Pablo Cuevas Guido Andreozzi    |
| 17 marzo  | Panama Challenger 2014 Panama, Panama 40 000 $+H - Terra rossa - 32S/32Q/16D Singolare - Doppio                         | František Čermák Michail Elgin 4–6, 6–3, [10–8]    | Martín Alund Guillermo Durán     | Albert Ramos Viñolas Gerald Melzer       | Adrian Ungur Andreas Haider-Maurer Pablo Cuevas Guido Andreozzi    |
| 24 marzo  | Jalisco Open 2014 Guadalajara, Messico 100 000 $+H - Cemento - 32S/32Q/16D Singolare - Doppio                           | Gilles Müller 6–2, 6–2                             | Denis Kudla                      | Rajeev Ram Jan-Lennard Struff            | Dustin Brown Takanyi Garanganga Ante Pavić Marcelo Arévalo         |
| 24 marzo  | Jalisco Open 2014 Guadalajara, Messico 100 000 $+H - Cemento - 32S/32Q/16D Singolare - Doppio                           | César Ramírez Miguel Ángel Reyes Varela 6–4, 6–2   | Andre Begemann Matthew Ebden     | Rajeev Ram Jan-Lennard Struff            | Dustin Brown Takanyi Garanganga Ante Pavić Marcelo Arévalo         |
| 24 marzo  | Open Barranquilla 2014 Barranquilla, Colombia 40 000 $+H - Terra rossa - 32S/30Q/16D Singolare - Doppio                 | Pablo Cuevas 6–3, 6–1                              | Martin Kližan                    | Adrian Ungur Albert Ramos Viñolas        | Alejandro Falla Andreas Haider-Maurer Blaž Rola Pere Riba          |
| 24 marzo  | Open Barranquilla 2014 Barranquilla, Colombia 40 000 $+H - Terra rossa - 32S/30Q/16D Singolare - Doppio                 | Pablo Cuevas Pere Riba 6–4, 6–3                    | František Čermák Michail Elgin   | Adrian Ungur Albert Ramos Viñolas        | Alejandro Falla Andreas Haider-Maurer Blaž Rola Pere Riba          |
| 31 marzo  | Open Guadeloupe 2014 Le Gosier, Guadalupa 100 000 $+H - Cemento - 32S/32Q/16D Singolare - Doppio                        | Steve Johnson 6–1, 6(5)–7, 7–6(2)                  | Kenny de Schepper                | Michael Russell Thomas Fabbiano          | Daniel Muñoz de la Nava Fabrice Martin Denis Kudla Olivier Rochus  |
| 31 marzo  | Open Guadeloupe 2014 Le Gosier, Guadalupa 100 000 $+H - Cemento - 32S/32Q/16D Singolare - Doppio                        | Tomasz Bednarek Adil Shamasdin 7–5, 6(5)–7, [10–8] | Gero Kretschmer Michael Venus    | Michael Russell Thomas Fabbiano          | Daniel Muñoz de la Nava Fabrice Martin Denis Kudla Olivier Rochus  |
| 31 marzo  | Open Harmonie mutuelle 2014 Saint-Brieuc, Francia 42 500 €+H – Cemento indoor – 32S/22Q/16D Singolare - Doppio          | Andreas Beck 7–5, 6–3                              | Grégoire Burquier                | David Guez Evgenij Donskoj               | Jan Hernych Michael Berrer Jules Marie Enzo Couacaud               |
| 31 marzo  | Open Harmonie mutuelle 2014 Saint-Brieuc, Francia 42 500 €+H – Cemento indoor – 32S/22Q/16D Singolare - Doppio          | Dominik Meffert Tim Pütz 6–4, 6–3                  | Victor Baluda Philipp Marx       | David Guez Evgenij Donskoj               | Jan Hernych Michael Berrer Jules Marie Enzo Couacaud               |
| 31 marzo  | Torneo Internacional AGT 2014 León, Messico 40 000 $+H - Cemento - 32S/27Q/16D Singolare - Doppio                       | Rajeev Ram 6–2, 6–2                                | Samuel Groth                     | Adrián Menéndez Maceiras Agustín Velotti | Yūichi Sugita Pierre-Hugues Herbert Austin Krajicek Marcus Daniell |
| 31 marzo  | Torneo Internacional AGT 2014 León, Messico 40 000 $+H - Cemento - 32S/27Q/16D Singolare - Doppio                       | Samuel Groth Chris Guccione 6–3, 6–4               | Marcus Daniell Artem Sitak       | Adrián Menéndez Maceiras Agustín Velotti | Yūichi Sugita Pierre-Hugues Herbert Austin Krajicek Marcus Daniell |

### Aprile
| Settimana | Torneo | Campione                                                  | Finalista                                | Semifinalisti                          | Eliminati ai quarti                                                      |
| --------- | --- | --------------------------------------------------------- | ---------------------------------------- | -------------------------------------- | ------------------------------------------------------------------------ |
| 7 aprile  | Mersin Cup 2014 Mersin, Turchia 64 000 € - Terra rossa - 32S/18Q/16D Singolare - Doppio                                    | Damir Džumhur 7–6(4), 6–3                                 | Pere Riba                                | Aljaž Bedene Matteo Viola              | Norbert Gombos Simone Bolelli Julian Reister Thomas Fabbiano             |
| 7 aprile  | Mersin Cup 2014 Mersin, Turchia 64 000 € - Terra rossa - 32S/18Q/16D Singolare - Doppio                                    | Radu Albot Jaroslav Pospíšil 7–6(7), 6–1                  | Thomas Fabbiano Matteo Viola             | Aljaž Bedene Matteo Viola              | Norbert Gombos Simone Bolelli Julian Reister Thomas Fabbiano             |
| 7 aprile  | Itajaí Open de Tênis 2014 Itajaí, Brasile 40 000 $+H - Terra rossa - 32S/32Q/16D Singolare - Doppio                        | Facundo Argüello 4–6, 6–0, 6–4                            | Diego Schwartzman                        | Andrés Molteni João Souza              | André Ghem Kimmer Coppejans Axel Michon Guido Andreozzi                  |
| 7 aprile  | Itajaí Open de Tênis 2014 Itajaí, Brasile 40 000 $+H - Terra rossa - 32S/32Q/16D Singolare - Doppio                        | Máximo González Eduardo Schwank 6–2, 6–3                  | André Sá João Souza                      | Andrés Molteni João Souza              | André Ghem Kimmer Coppejans Axel Michon Guido Andreozzi                  |
| 14 aprile | Sarasota Open 2014 Sarasota, Stati Uniti 100 000 $ - Terra verde- 32S/32Q/16D Singolare - Doppio                           | Nick Kyrgios 7–6(10), 6–4                                 | Filip Krajinović                         | Gerald Melzer Daniel Kosakowski        | Farrukh Dustov Tarō Daniel James Ward Donald Young                       |
| 14 aprile | Sarasota Open 2014 Sarasota, Stati Uniti 100 000 $ - Terra verde- 32S/32Q/16D Singolare - Doppio                           | Marin Draganja Henri Kontinen 7–5, 5–7, [10–6]            | Rubén Ramírez Hidalgo Franko Škugor      | Gerald Melzer Daniel Kosakowski        | Farrukh Dustov Tarō Daniel James Ward Donald Young                       |
| 14 aprile | San Luis Potosí Challenger 2014 San Luis Potosí, Messico 40 000 $+H - Terra rossa - 32S/24Q/16D Singolare - Doppio         | Paolo Lorenzi 6–1, 6–3                                    | Adrián Menéndez Maceiras                 | Marcelo Arévalo Víctor Estrella Burgos | Nils Langer Nicolás Barrientos Alessio Di Mauro Agustín Velotti          |
| 14 aprile | San Luis Potosí Challenger 2014 San Luis Potosí, Messico 40 000 $+H - Terra rossa - 32S/24Q/16D Singolare - Doppio         | Kevin King Juan Carlos Spir 6–3, 6–4                      | Adrián Menéndez Maceiras Agustín Velotti | Marcelo Arévalo Víctor Estrella Burgos | Nils Langer Nicolás Barrientos Alessio Di Mauro Agustín Velotti          |
| 14 aprile | Santiago Challenger 2014 Santiago, Cile 40 000 $+H - Terra rossa - 32S/23Q/16D Singolare - Doppio                          | Thiemo de Bakker 4–6, 7–6(10), 6–1                        | James Duckworth                          | Hans Podlipnik Louk Sorensen           | Eduardo Schwank Federico Coria Wayne Odesnik Facundo Argüello            |
| 14 aprile | Santiago Challenger 2014 Santiago, Cile 40 000 $+H - Terra rossa - 32S/23Q/16D Singolare - Doppio                          | Cristian Garín Nicolás Jarry Walkover                     | Jorge Aguilar Hans Podlipnik             | Hans Podlipnik Louk Sorensen           | Eduardo Schwank Federico Coria Wayne Odesnik Facundo Argüello            |
| 14 aprile | São Paulo Challenger de Tênis 2014 San Paolo, Brasile 40 000 $+H - Terra rossa - 32S/32Q/16D Singolare - Doppio            | Rogério Dutra da Silva 6–4, 6–2                           | Blaž Rola                                | Axel Michon Gastão Elias               | Máximo González João Souza Horacio Zeballos Guido Pella                  |
| 14 aprile | São Paulo Challenger de Tênis 2014 San Paolo, Brasile 40 000 $+H - Terra rossa - 32S/32Q/16D Singolare - Doppio            | Guido Pella Diego Schwartzman 1–6, 6–3, [10–4]            | Máximo González Andrés Molteni           | Axel Michon Gastão Elias               | Máximo González João Souza Horacio Zeballos Guido Pella                  |
| 21 aprile | Savannah Challenger 2014 Savannah, Stati Uniti 50 000 $ – Terra verde – 32S/32Q/16D Singolare - Doppio                     | Nick Kyrgios 2–6, 7–6(4), 6–4                             | Jack Sock                                | Facundo Bagnis Filip Krajinović        | Alex Kuznetsov Frank Dancevic Alex Bogomolov Jr. Illja Marčenko          |
| 21 aprile | Savannah Challenger 2014 Savannah, Stati Uniti 50 000 $ – Terra verde – 32S/32Q/16D Singolare - Doppio                     | Ilija Bozoljac Michael Venus 7–5, 6–2                     | Facundo Bagnis Alex Bogomolov Jr.        | Facundo Bagnis Filip Krajinović        | Alex Kuznetsov Frank Dancevic Alex Bogomolov Jr. Illja Marčenko          |
| 21 aprile | Pingshan Open 2014 Shenzhen, Cina 50 000 $+H - Cemento - 32S/32Q/16D Singolare - Doppio                                    | Gilles Müller 7–6(4), 6–3                                 | Lukáš Lacko                              | Lu Yen-hsun Hiroki Moriya              | Tatsuma Itō Zhang Ze Marco Chiudinelli Matt Reid                         |
| 21 aprile | Pingshan Open 2014 Shenzhen, Cina 50 000 $+H - Cemento - 32S/32Q/16D Singolare - Doppio                                    | Samuel Groth Chris Guccione 6–3, 7–6(5)                   | Dominik Meffert Tim Pütz                 | Lu Yen-hsun Hiroki Moriya              | Tatsuma Itō Zhang Ze Marco Chiudinelli Matt Reid                         |
| 21 aprile | Campeonato Internacional de Tenis de Santos 2014 Santos, Brasile 40 000 $+H - Terra rossa - 32S/32Q/16D Singolare - Doppio | Máximo González 7–5, 6–3                                  | Gastão Elias                             | Axel Michon Diego Schwartzman          | Denis Kudla Guido Pella Thiemo de Bakker Wayne Odesnik                   |
| 21 aprile | Campeonato Internacional de Tenis de Santos 2014 Santos, Brasile 40 000 $+H - Terra rossa - 32S/32Q/16D Singolare - Doppio | Máximo González Andrés Molteni 7–5, 6–4                   | Guillermo Durán Renzo Olivo              | Axel Michon Diego Schwartzman          | Denis Kudla Guido Pella Thiemo de Bakker Wayne Odesnik                   |
| 21 aprile | Città di Vercelli 2014 Vercelli, Italia 42 500 € - Terra rossa - 32S/32Q/16D Singolare - Doppio                            | Simone Bolelli 6–2, 6–2                                   | Mate Delić                               | Marco Cecchinato Andrea Arnaboldi      | Potito Starace Stefano Travaglia Kyle Edmund Jonathan Eysseric           |
| 21 aprile | Città di Vercelli 2014 Vercelli, Italia 42 500 € - Terra rossa - 32S/32Q/16D Singolare - Doppio                            | Matteo Donati Stefano Napolitano 7–6(2), 6–3              | Pierre-Hugues Herbert Albano Olivetti    | Marco Cecchinato Andrea Arnaboldi      | Potito Starace Stefano Travaglia Kyle Edmund Jonathan Eysseric           |
| 28 aprile | Tunis Open 2014 Tunisi, Tunisia 125 000 $+H - Terra rossa - 32S/18Q/16D Singolare - Doppio                                 | Simone Bolelli 6–4, 6–2                                   | Julian Reister                           | Mate Delić Marsel İlhan                | Andrea Arnaboldi Adrian Ungur Evgenij Donskoj Ante Pavić                 |
| 28 aprile | Tunis Open 2014 Tunisi, Tunisia 125 000 $+H - Terra rossa - 32S/18Q/16D Singolare - Doppio                                 | Pierre-Hugues Herbert Adil Shamasdin 6–3, 7–6(5)          | Stephan Fransen Jesse Huta Galung        | Mate Delić Marsel İlhan                | Andrea Arnaboldi Adrian Ungur Evgenij Donskoj Ante Pavić                 |
| 28 aprile | Prosperita Open 2014 Ostrava, Repubblica Ceca 85 000 €+H - Terra rossa - 32S/32Q/16D Singolare - Doppio                    | Andrej Kuznecov 2–6, 6–3, 6–0                             | Miloslav Mečíř Jr.                       | Blaž Rola Andreas Haider-Maurer        | Radek Štěpánek Lorenzo Giustino Adrián Menéndez Maceiras Stéphane Robert |
| 28 aprile | Prosperita Open 2014 Ostrava, Repubblica Ceca 85 000 €+H - Terra rossa - 32S/32Q/16D Singolare - Doppio                    | Andrej Kuznecov Adrián Menéndez Maceiras 4–6, 6–3, [10–8] | Alessandro Motti Matteo Viola            | Blaž Rola Andreas Haider-Maurer        | Radek Štěpánek Lorenzo Giustino Adrián Menéndez Maceiras Stéphane Robert |
| 28 aprile | Santaizi ATP Challenger 2014 Taipei, Taiwan 75 000 $ – Sintetico indoor – 32S/25Q/16D Singolare - Doppio                   | Gilles Müller 6–3, 6–3                                    | John-Patrick Smith                       | Tatsuma Itō Gō Soeda                   | Amir Weintraub Hiroki Moriya Wang Yeu-tzuoo Lukáš Lacko                  |
| 28 aprile | Santaizi ATP Challenger 2014 Taipei, Taiwan 75 000 $ – Sintetico indoor – 32S/25Q/16D Singolare - Doppio                   | Samuel Groth Chris Guccione 6–4, 5–7, [10–8]              | Austin Krajicek John-Patrick Smith       | Tatsuma Itō Gō Soeda                   | Amir Weintraub Hiroki Moriya Wang Yeu-tzuoo Lukáš Lacko                  |
| 28 aprile | ATP Challenger China International 2014 Anning, Cina 50 000 $+H - Terra rossa - 32S/26Q/16D Singolare - Doppio             | Alex Bolt 6–2, 7–5                                        | Nikola Mektić                            | Borna Ćorić Jordan Thompson            | Chase Buchanan Matt Reid Andrew Whittington Grega Žemlja                 |
| 28 aprile | ATP Challenger China International 2014 Anning, Cina 50 000 $+H - Terra rossa - 32S/26Q/16D Singolare - Doppio             | Alex Bolt Andrew Whittington 6–4, 6–3                     | Daniel Cox Gong Maoxin                   | Borna Ćorić Jordan Thompson            | Chase Buchanan Matt Reid Andrew Whittington Grega Žemlja                 |
| 28 aprile | Tallahassee Tennis Challenger 2014 Tallahassee, Stati Uniti 50 000 $ - Terra verde- 32S/24Q/16D Singolare - Doppio         | Robby Ginepri 6–3, 6–4                                    | Frank Dancevic                           | Donald Young James McGee               | Alex Kuznetsov Gerald Melzer James Ward Yoshihito Nishioka               |
| 28 aprile | Tallahassee Tennis Challenger 2014 Tallahassee, Stati Uniti 50 000 $ - Terra verde- 32S/24Q/16D Singolare - Doppio         | Ryan Agar Sebastian Bader 6–4, 7–6(3)                     | Bjorn Fratangelo Mitchell Krueger        | Donald Young James McGee               | Alex Kuznetsov Gerald Melzer James Ward Yoshihito Nishioka               |
| 28 aprile | Open Cali I 2014 Cali, Colombia 40 000 $+H - Terra rossa - 32S/30Q/16D Singolare - Doppio                                  | Gonzalo Lama 6–3, 4–6, 6–3                                | Marco Trungelliti                        | Facundo Bagnis Arthur De Greef         | Paolo Lorenzi David Souto James Duckworth Sherif Sabry                   |
| 28 aprile | Open Cali I 2014 Cali, Colombia 40 000 $+H - Terra rossa - 32S/30Q/16D Singolare - Doppio                                  | Facundo Bagnis Eduardo Schwank 6–3, 6–3                   | Nicolás Barrientos Eduardo Struvay       | Facundo Bagnis Arthur De Greef         | Paolo Lorenzi David Souto James Duckworth Sherif Sabry                   |

### Maggio
| Settimana | Torneo | Campione                                            | Finalista                            | Semifinalisti                              | Eliminati ai quarti                                                     |
| --------- | --- | --------------------------------------------------- | ------------------------------------ | ------------------------------------------ | ----------------------------------------------------------------------- |
| 5 maggio  | Open du Pays d'Aix 2014 Aix-en-Provence, Francia 64 000 € - Terra rossa - 32S/22Q/16D Singolare - Doppio       | Diego Schwartzman 6(4)–7, 6–3, 6–2                  | Andreas Beck                         | Rubén Ramírez Hidalgo Yann Marti           | Jordi Samper Montaña Jonathan Eysseric Jan Hernych Albano Olivetti      |
| 5 maggio  | Open du Pays d'Aix 2014 Aix-en-Provence, Francia 64 000 € - Terra rossa - 32S/22Q/16D Singolare - Doppio       | Diego Schwartzman Horacio Zeballos 6–4, 3–6, [10–5] | Andreas Beck Martin Fischer          | Rubén Ramírez Hidalgo Yann Marti           | Jordi Samper Montaña Jonathan Eysseric Jan Hernych Albano Olivetti      |
| 5 maggio  | Gimcheon Open 2014 Gimcheon, Corea del Sud 50 000 $ - Cemento - 32S/32Q/16D Singolare - Doppio                 | Gilles Müller 7–6(5), 5–7, 6–4                      | Tatsuma Itō                          | Lukáš Lacko Yūichi Sugita                  | Amir Weintraub Samuel Groth Luke Saville Rajeev Ram                     |
| 5 maggio  | Gimcheon Open 2014 Gimcheon, Corea del Sud 50 000 $ - Cemento - 32S/32Q/16D Singolare - Doppio                 | Samuel Groth Chris Guccione 6(5)–7, 7–5, [10–4]     | Austin Krajicek John-Patrick Smith   | Lukáš Lacko Yūichi Sugita                  | Amir Weintraub Samuel Groth Luke Saville Rajeev Ram                     |
| 5 maggio  | Roma Open 2014 Roma, Italia 42 500 €+H - Terra rossa - 32S/32Q/16D Singolare - Doppio                          | Julian Reister 6–3, 6–2                             | Pablo Cuevas                         | Marco Cecchinato Filippo Volandri          | Máximo González Lorenzo Giustino Tarō Daniel Miloslav Mečíř Jr.         |
| 5 maggio  | Roma Open 2014 Roma, Italia 42 500 €+H - Terra rossa - 32S/32Q/16D Singolare - Doppio                          | Radu Albot Artem Sitak 4–6, 6–2, [11–9]             | Andrea Arnaboldi Flavio Cipolla      | Marco Cecchinato Filippo Volandri          | Máximo González Lorenzo Giustino Tarō Daniel Miloslav Mečíř Jr.         |
| 12 maggio | BNP Paribas Primrose Bordeaux 2014 Bordeaux, Francia 85 000 €+H - Terra rossa - 32S/26Q/16D Singolare - Doppio | Julien Benneteau 6–3, 6–2                           | Steve Johnson                        | Kenny de Schepper Juan Ignacio Londero     | Jiří Veselý Malek Jaziri David Guez David Goffin                        |
| 12 maggio | BNP Paribas Primrose Bordeaux 2014 Bordeaux, Francia 85 000 €+H - Terra rossa - 32S/26Q/16D Singolare - Doppio | Marc Gicquel Serhij Stachovs'kyj Walkover           | Ryan Harrison Alex Kuznetsov         | Kenny de Schepper Juan Ignacio Londero     | Jiří Veselý Malek Jaziri David Guez David Goffin                        |
| 12 maggio | Busan Open Challenger Tennis 2014 Pusan, Corea del Sud 75 000 $+H - Cemento - 32S/32Q/16D Singolare - Doppio   | Gō Soeda 6–3, 7–6(5)                                | Wang Yeu-tzuoo                       | Chung Hyeon Marco Chiudinelli              | Austin Krajicek Amir Weintraub Konstantin Kravčuk Nam Ji-sung           |
| 12 maggio | Busan Open Challenger Tennis 2014 Pusan, Corea del Sud 75 000 $+H - Cemento - 32S/32Q/16D Singolare - Doppio   | Sanchai Ratiwatana Sonchat Ratiwatana 6–4, 6–4      | Jamie Delgado John-Patrick Smith     | Chung Hyeon Marco Chiudinelli              | Austin Krajicek Amir Weintraub Konstantin Kravčuk Nam Ji-sung           |
| 12 maggio | Heilbronner Neckarcup 2014 Heilbronn, Germania 35 000 €+H - Terra rossa - 32S/32Q/16D Singolare - Doppio       | Jan-Lennard Struff 6–2, 7–6(5)                      | Márton Fucsovics                     | Thanasi Kokkinakis Andrej Martin           | André Ghem Marsel İlhan Andrej Kuznecov Blaž Kavčič                     |
| 12 maggio | Heilbronner Neckarcup 2014 Heilbronn, Germania 35 000 €+H - Terra rossa - 32S/32Q/16D Singolare - Doppio       | Andre Begemann Tim Pütz 6–3, 6–3                    | Jesse Huta Galung Rameez Junaid      | Thanasi Kokkinakis Andrej Martin           | André Ghem Marsel İlhan Andrej Kuznecov Blaž Kavčič                     |
| 12 maggio | Samarkand Challenger 2014 Samarcanda, Uzbekistan 50 000 $ - Terra rossa - 32S/32Q/16D Singolare - Doppio       | Farrukh Dustov 7–6(4), 6-1                          | Aslan Karacev                        | Boy Westerhof Gerald Melzer                | Karen Chačanov Valery Rudnev Alexander Lobkov Aljaksandr Bury           |
| 12 maggio | Samarkand Challenger 2014 Samarcanda, Uzbekistan 50 000 $ - Terra rossa - 32S/32Q/16D Singolare - Doppio       | Sergey Betov Aljaksandr Bury 6–4, 6–3               | Shonigmatjon Shofayziyev Vaja Uzakov | Boy Westerhof Gerald Melzer                | Karen Chačanov Valery Rudnev Alexander Lobkov Aljaksandr Bury           |
| 19 maggio | Karshi Challenger 2014 Qarshi, Uzbekistan 50 000 $ - Cemento - 32S/32Q/16D Singolare - Doppio                  | Nikoloz Basilašvili 7–6(2), 6–2                     | Chase Buchanan                       | Jeevan Nedunchezhiyan Aslan Karacev        | Aleksandr Kudrjavcev Mikhail Ledovskikh Yasutaka Uchiyama Saketh Myneni |
| 19 maggio | Karshi Challenger 2014 Qarshi, Uzbekistan 50 000 $ - Cemento - 32S/32Q/16D Singolare - Doppio                  | Sergey Betov Aljaksandr Bury 7–5, 1–6, [10–6]       | Gong Maoxin Peng Hsien-yin           | Jeevan Nedunchezhiyan Aslan Karacev        | Aleksandr Kudrjavcev Mikhail Ledovskikh Yasutaka Uchiyama Saketh Myneni |
| 26 maggio | Internazionali Città di Vicenza Vicenza, Italia 42 500 € - Terra rossa - 32S/32Q/16D Singolare - Doppio        | Filip Krajinović 6–4, 6–4                           | Norbert Gombos                       | Yoshihito Nishioka Gerard Granollers Pujol | Andrej Martin Juan Ignacio Londero Matteo Donati Ruben Bemelmans        |
| 26 maggio | Internazionali Città di Vicenza Vicenza, Italia 42 500 € - Terra rossa - 32S/32Q/16D Singolare - Doppio        | Andrej Martin Igor Zelenay 6–1, 7–5                 | Błażej Koniusz Mateusz Kowalczyk     | Yoshihito Nishioka Gerard Granollers Pujol | Andrej Martin Juan Ignacio Londero Matteo Donati Ruben Bemelmans        |

### Giugno
| Settimana | Torneo | Campione                                                 | Finalista                                      | Semifinalisti                             | Eliminati ai quarti                                                        |
| --------- | --- | -------------------------------------------------------- | ---------------------------------------------- | ----------------------------------------- | -------------------------------------------------------------------------- |
| 2 giugno  | UniCredit Czech Open 2014 Prostějov, Repubblica Ceca 106 500 €+H - Terra rossa - 32S/27Q/16D               | Jiří Veselý 6–2, 6–2                                     | Norbert Gombos                                 | Radek Štěpánek Adam Pavlásek              | Axel Michon Michail Kukuškin Lukáš Rosol Julian Reister                    |
| 2 giugno  | UniCredit Czech Open 2014 Prostějov, Repubblica Ceca 106 500 €+H - Terra rossa - 32S/27Q/16D               | Andre Begemann Lukáš Rosol 6–1, 6–2                      | Peter Polansky Adil Shamasdin                  | Radek Štěpánek Adam Pavlásek              | Axel Michon Michail Kukuškin Lukáš Rosol Julian Reister                    |
| 2 giugno  | Nottingham Trophy Nottingham, Gran Bretagna 64 000 € - Erba - 32S/32Q/16D                                  | Marcos Baghdatis 6–4, 6–3                                | Marinko Matosevic                              | Igor Sijsling Gilles Müller               | Martin Fischer Kenny de Schepper Dimitar Kutrovsky Steve Johnson           |
| 2 giugno  | Nottingham Trophy Nottingham, Gran Bretagna 64 000 € - Erba - 32S/32Q/16D                                  | Chris Guccione Rajeev Ram 6(2)–7, 6–2, [11–9]            | Colin Fleming Andre Sá                         | Igor Sijsling Gilles Müller               | Martin Fischer Kenny de Schepper Dimitar Kutrovsky Steve Johnson           |
| 2 giugno  | XII Venice Challenge Save Cup Mestre, Italia 42 500 €+H - Terra rossa - 32S/22Q/16D                        | Pablo Cuevas 6–4, 4–6, 6–2                               | Marco Cecchinato                               | Paolo Lorenzi Daniel Gimeno Traver        | Thomas Fabbiano Andrea Collarini Andrea Arnaboldi Facundo Bagnis           |
| 2 giugno  | XII Venice Challenge Save Cup Mestre, Italia 42 500 €+H - Terra rossa - 32S/22Q/16D                        | Pablo Cuevas Horacio Zeballos 6–4, 6–1                   | Daniele Bracciali Potito Starace               | Paolo Lorenzi Daniel Gimeno Traver        | Thomas Fabbiano Andrea Collarini Andrea Arnaboldi Facundo Bagnis           |
| 2 giugno  | Arad Challenger 2014 Arad, Romania 35 000 €+H - Terra rossa - 32S/22Q/16D                                  | Damir Džumhur 6–4, 7–6(3)                                | Pere Riba                                      | Lucas Pouille Chase Buchanan              | Petru-Alexandru Luncanu Martín Cuevas Nikola Ćaćić Uladzimir Ihnacik       |
| 2 giugno  | Arad Challenger 2014 Arad, Romania 35 000 €+H - Terra rossa - 32S/22Q/16D                                  | Franko Škugor Antonio Veić 6–4, 7–6(3)                   | Radu Albot Artem Sitak                         | Lucas Pouille Chase Buchanan              | Petru-Alexandru Luncanu Martín Cuevas Nikola Ćaćić Uladzimir Ihnacik       |
| 2 giugno  | Franken Challenge 2014 Fürth, Germania 35 000 €+H - Terra rossa - 32S/24Q/16D                              | Tobias Kamke 6–3, 6–2                                    | Íñigo Cervantes                                | Andrej Martin Andreas Haider-Maurer       | Giovanni Lapentti Adrián Menéndez Maceiras Grégoire Burquier Louk Sorensen |
| 2 giugno  | Franken Challenge 2014 Fürth, Germania 35 000 €+H - Terra rossa - 32S/24Q/16D                              | Gerard Granollers Pujol Jordi Samper Montaña 7–6(1), 6–2 | Adrián Menéndez Maceiras Rubén Ramírez Hidalgo | Andrej Martin Andreas Haider-Maurer       | Giovanni Lapentti Adrián Menéndez Maceiras Grégoire Burquier Louk Sorensen |
| 9 giugno  | Città di Caltanissetta 2014 Caltanissetta, Italia 106 500 €+H - Terra rossa - 32S/24Q/16D                  | Pablo Carreño Busta 4–6, 6–4, 6–1                        | Facundo Bagnis                                 | João Souza Gonzalo Lama                   | Pablo Cuevas Mate Delić Potito Starace Pablo Andújar                       |
| 9 giugno  | Città di Caltanissetta 2014 Caltanissetta, Italia 106 500 €+H - Terra rossa - 32S/24Q/16D                  | Daniele Bracciali Potito Starace 6–3, 6–3                | Pablo Carreño Busta Enrique López Pérez        | João Souza Gonzalo Lama                   | Pablo Cuevas Mate Delić Potito Starace Pablo Andújar                       |
| 9 giugno  | AEGON Nottingham Challenge 2014 Nottingham, Gran Bretagna 64 000 € - Erba - 32S/32Q/16D                    | Nick Kyrgios 7–6(3), 7–6(7)                              | Samuel Groth                                   | Miloslav Mečíř, Jr. Rajeev Ram            | Filip Krajinović Marius Copil Tatsuma Itō Gilles Müller                    |
| 9 giugno  | AEGON Nottingham Challenge 2014 Nottingham, Gran Bretagna 64 000 € - Erba - 32S/32Q/16D                    | Rameez Junaid Michael Venus 4–6, 7–6(1), [10–6]          | Ruben Bemelmans Gō Soeda                       | Miloslav Mečíř, Jr. Rajeev Ram            | Filip Krajinović Marius Copil Tatsuma Itō Gilles Müller                    |
| 9 giugno  | Fergana Challenger Fergana, Uzbekistan 50 000 $ - Cemento - 32S/29Q/16D                                    | Blaž Kavčič 6–4, 7–6(8)                                  | Aleksandr Kudrjavcev                           | Denys Molčanov Jahor Herasimaŭ            | Alexander Lobkov Shuichi Sekiguchi Nicolás Barrientos Valery Rudnev        |
| 9 giugno  | Fergana Challenger Fergana, Uzbekistan 50 000 $ - Cemento - 32S/29Q/16D                                    | Sergey Betov Aljaksandr Bury 6(6)–7, 7–6(1), [10–3]      | Nicolás Barrientos Stanislav Vovk              | Denys Molčanov Jahor Herasimaŭ            | Alexander Lobkov Shuichi Sekiguchi Nicolás Barrientos Valery Rudnev        |
| 9 giugno  | TK Sparta Praga Challenger 2014 Praga, Repubblica Ceca 42 500 € - Terra rossa - 32S/32Q/16D                | Lukáš Rosol 3–6, 6–4, 6–4                                | Jiří Veselý                                    | Michael Lammer Zhang Ze                   | Lorenzo Giustino Roberto Marcora Steven Diez Rubén Ramírez Hidalgo         |
| 9 giugno  | TK Sparta Praga Challenger 2014 Praga, Repubblica Ceca 42 500 € - Terra rossa - 32S/32Q/16D                | Roman Jebavý Jiří Veselý 6–1, 6–3                        | Lee Hsin-han Zhang Ze                          | Michael Lammer Zhang Ze                   | Lorenzo Giustino Roberto Marcora Steven Diez Rubén Ramírez Hidalgo         |
| 9 giugno  | Internationaux de Tennis de Blois 2014 Blois, Francia 35 000 €+H - Terra rossa - 32S/12Q/16D               | Máximo González 6–2, 6–3                                 | Gastão Elias                                   | Gianni Mina Mathieu Rodrigues             | Jonathan Eysseric Duilio Beretta Roberto Ortega-Olmedo Vincent Millot      |
| 9 giugno  | Internationaux de Tennis de Blois 2014 Blois, Francia 35 000 €+H - Terra rossa - 32S/12Q/16D               | Tristan Lamasine Laurent Lokoli 7–5, 6–0                 | Guillermo Duran Máximo González                | Gianni Mina Mathieu Rodrigues             | Jonathan Eysseric Duilio Beretta Roberto Ortega-Olmedo Vincent Millot      |
| 9 giugno  | Košice Open 2014 Košice, Slovacchia 35 000 €+H - Terra rossa - 32S/22Q/16D                                 | Frank Dancevic 6–2, 3–6, 6–2                             | Norbert Gombos                                 | Lucas Pouille Uladzimir Ihnacik           | Aldin Šetkić Radu Albot André Ghem Facundo Argüello                        |
| 9 giugno  | Košice Open 2014 Košice, Slovacchia 35 000 €+H - Terra rossa - 32S/22Q/16D                                 | Facundo Argüello Ariel Behar 6–4, 7–6(4)                 | Andriej Kapaś Błażej Koniusz                   | Lucas Pouille Uladzimir Ihnacik           | Aldin Šetkić Radu Albot André Ghem Facundo Argüello                        |
| 16 giugno | Tianjin Health Industry Park 2014 Tientsin, Cina 50 000 $+H - Cemento - 32S/31Q/16D                        | Blaž Kavčič 6–2, 3–6, 7–5                                | Aleksandr Kudrjavcev                           | Wu Di Valery Rudnev                       | Chen Ti Josselin Ouanna Mikhail Ledovskikh Danai Udomchoke                 |
| 16 giugno | Tianjin Health Industry Park 2014 Tientsin, Cina 50 000 $+H - Cemento - 32S/31Q/16D                        | Robin Kern Josselin Ouanna 6(3)–7, 7–5, [10–8]           | Jason Jung Evan King                           | Wu Di Valery Rudnev                       | Chen Ti Josselin Ouanna Mikhail Ledovskikh Danai Udomchoke                 |
| 16 giugno | Mohammedia Open 2014 Mohammedia, Marocco 42 500 € - Terra rossa - 32S/14Q/16D                              | Pablo Carreño Busta 7–6(2), 2–6, 6–2                     | Daniel Muñoz de la Nava                        | Joris De Loore Nicolas Jarry              | Fabiano de Paula Juan-Samuel Arauzo-Martinez Peđa Krstin Sherif Sabry      |
| 16 giugno | Mohammedia Open 2014 Mohammedia, Marocco 42 500 € - Terra rossa - 32S/14Q/16D                              | Fabiano de Paula Mohamed Safwat 6–2, 3–6, [10–6]         | Richard Becker Elie Rousset                    | Joris De Loore Nicolas Jarry              | Fabiano de Paula Juan-Samuel Arauzo-Martinez Peđa Krstin Sherif Sabry      |
| 16 giugno | Milano ATP Challenger 2014 Milano, Italia 35 000 €+H - Terra rossa - 32S/32Q/16D [-                        | Albert Ramos Viñolas 6–3, 7–5                            | Pere Riba                                      | Máximo González Marco Cecchinato          | Artem Smyrnov Facundo Argüello Antonio Veić Juan Lizariturry               |
| 16 giugno | Milano ATP Challenger 2014 Milano, Italia 35 000 €+H - Terra rossa - 32S/32Q/16D [-                        | Guillermo Durán Máximo González 6–3, 6–3                 | James Cerretani Frank Moser                    | Máximo González Marco Cecchinato          | Artem Smyrnov Facundo Argüello Antonio Veić Juan Lizariturry               |
| 23 giugno | ATP Challenger China International Nanchang 2014 Nanchang, Cina 50 000 $+H - Cemento - 32S/24Q/16D         | Gō Soeda 6–3, 2–6, 7–6(3)                                | Blaž Kavčič                                    | Zhang Ze Chung Hyeon                      | Yang Tsung-hua Jason Jung Aleksandr Kudrjavcev Toshihide Matsui            |
| 23 giugno | ATP Challenger China International Nanchang 2014 Nanchang, Cina 50 000 $+H - Cemento - 32S/24Q/16D         | Chen Ti Peng Hsien-yin 6–2, 3–6, [12–10]                 | Jordan Kerr Fabrice Martin                     | Zhang Ze Chung Hyeon                      | Yang Tsung-hua Jason Jung Aleksandr Kudrjavcev Toshihide Matsui            |
| 23 giugno | Challenger 2001 Team Città di Padova 2014 Padova, Italia 42 500 € - Terra rossa - 32S/23Q/16D              | Máximo González 6–3, 6–4                                 | Albert Ramos Viñolas                           | Jordi Samper Montaña Nikola Ćaćić         | Antonio Veić Alessandro Giannessi Renzo Olivo Matteo Viola                 |
| 23 giugno | Challenger 2001 Team Città di Padova 2014 Padova, Italia 42 500 € - Terra rossa - 32S/23Q/16D              | Roberto Maytín Andrés Molteni 6–2, 3–6, [10–8]           | Guillermo Durán Máximo González                | Jordi Samper Montaña Nikola Ćaćić         | Antonio Veić Alessandro Giannessi Renzo Olivo Matteo Viola                 |
| 23 giugno | Marburg Open 2014 Marburgo, Germania 35 000 €+H - Terra rossa - 32S/31Q/16D                                | Horacio Zeballos 3–6, 6–3, 6–3                           | Thiemo de Bakker                               | Andreas Beck João Souza                   | Diego Schwartzman Roberto Carballés Baena Martín Alund Henri Laaksonen     |
| 23 giugno | Marburg Open 2014 Marburgo, Germania 35 000 €+H - Terra rossa - 32S/31Q/16D                                | Jaroslav Pospíšil Franko Škugor 6–4, 6–4                 | Diego Schwartzman Horacio Zeballos             | Andreas Beck João Souza                   | Diego Schwartzman Roberto Carballés Baena Martín Alund Henri Laaksonen     |
| 30 giugno | Sparkassen Open 2014 Braunschweig, Germania 106 500 €+H - Terra rossa - 32S/32Q/16D                        | Alexander Zverev 1–6, 6–1, 6–4                           | Paul-Henri Mathieu                             | Andrej Golubev Nikola Ćaćić               | Philipp Petzschner João Souza Gastão Elias Diego Schwartzman               |
| 30 giugno | Sparkassen Open 2014 Braunschweig, Germania 106 500 €+H - Terra rossa - 32S/32Q/16D                        | Andreas Siljeström Igor Zelenay 7–5, 6–4                 | Rameez Junaid Michal Mertiňák                  | Andrej Golubev Nikola Ćaćić               | Philipp Petzschner João Souza Gastão Elias Diego Schwartzman               |
| 30 giugno | Nielsen USTA Pro Tennis Championship 2014 Winnetka, Stati Uniti d'America 50 000 $ - Cemento - 32S/30Q/16D | Denis Kudla 6–2, 6–2                                     | Farrukh Dustov                                 | Mackenzie McDonald John-Patrick Smith     | Austin Krajicek Adrien Bossel Illja Marčenko Tim Smyczek                   |
| 30 giugno | Nielsen USTA Pro Tennis Championship 2014 Winnetka, Stati Uniti d'America 50 000 $ - Cemento - 32S/30Q/16D | Thanasi Kokkinakis Denis Kudla 6–2, 7–6(4)               | Evan King Raymond Sarmiento                    | Mackenzie McDonald John-Patrick Smith     | Austin Krajicek Adrien Bossel Illja Marčenko Tim Smyczek                   |
| 30 giugno | Trofeo Manta Open 2014 Manta, Ecuador 40 000 $+H - Cemento - 32S/32Q/16D                                   | Adrian Mannarino 4–6, 6–3, 6–2                           | Guido Andreozzi                                | Chase Buchanan Emilio Gómez               | Juan Ignacio Londero Peter Polansky Facundo Argüello Tatsuma Itō           |
| 30 giugno | Trofeo Manta Open 2014 Manta, Ecuador 40 000 $+H - Cemento - 32S/32Q/16D                                   | Chase Buchanan Peter Polansky 6–4, 6–4                   | Luis David Martínez Eduardo Struvay            | Chase Buchanan Emilio Gómez               | Juan Ignacio Londero Peter Polansky Facundo Argüello Tatsuma Itō           |
| 30 giugno | Internazionali di Tennis dell'Umbria Todi, Italia 35 000 €+H - Terra rossa - 32S/32Q/16D                   | Aljaž Bedene 2–6, 7–6(4), 6–4                            | Márton Fucsovics                               | Andreas Haider-Maurer Enrique Lopez-Perez | Rubén Ramírez Hidalgo Martin Fischer Norbert Gombos Máximo González        |
| 30 giugno | Internazionali di Tennis dell'Umbria Todi, Italia 35 000 €+H - Terra rossa - 32S/32Q/16D                   | Guillermo Durán Máximo González 6–1, 3–6, [10–7]         | Riccardo Ghedin Claudio Grassi                 | Andreas Haider-Maurer Enrique Lopez-Perez | Rubén Ramírez Hidalgo Martin Fischer Norbert Gombos Máximo González        |

### Luglio
| Settimana | Torneo | Campione                                             | Finalista                        | Semifinalisti                          | Eliminati ai quarti                                                                  |
| --------- | --- | ---------------------------------------------------- | -------------------------------- | -------------------------------------- | ------------------------------------------------------------------------------------ |
| 7 luglio  | Sport 1 Open 2014 Scheveningen, Paesi Bassi 42 500 €+H – Terra rossa – 32S/16Q/16D                        | David Goffin 6–3, 6–2                                | Andreas Beck                     | Jesse Huta Galung João Souza           | Martin Fischer Oleksandr Nedovjesov Matteo Viola Horacio Zeballos                    |
| 7 luglio  | Sport 1 Open 2014 Scheveningen, Paesi Bassi 42 500 €+H – Terra rossa – 32S/16Q/16D                        | Matwé Middelkoop Boy Westerhof 6–4, 3–6, [10–6]      | Martin Fischer Jesse Huta Galung | Jesse Huta Galung João Souza           | Martin Fischer Oleksandr Nedovjesov Matteo Viola Horacio Zeballos                    |
| 7 luglio  | Slovenia Open Challenger 2014 Portorose, Slovenia 42 500 € – Cemento – 32S/27Q/16D                        | Blaž Kavčič 7–5, 6(4)–7, 6–1                         | Gilles Müller                    | Evgenij Donskoj Kyle Edmund            | Nikola Mektić Thomas Fabbiano Niels Desein Daniel Cox                                |
| 7 luglio  | Slovenia Open Challenger 2014 Portorose, Slovenia 42 500 € – Cemento – 32S/27Q/16D                        | Sergey Betov Aljaksandr Bury 6–0, 6–3                | Ilija Bozoljac Flavio Cipolla    | Evgenij Donskoj Kyle Edmund            | Nikola Mektić Thomas Fabbiano Niels Desein Daniel Cox                                |
| 7 luglio  | San Benedetto Tennis Cup 2014 San Benedetto del Tronto, Italia 35 000 €+H – Terra rossa – 32S/31Q/16D     | Damir Džumhur 6–3, 6–3                               | Andreas Haider-Maurer            | Andrej Martin Norbert Gombos           | Axel Michon Rubén Ramírez Hidalgo Borna Ćorić Máximo González                        |
| 7 luglio  | San Benedetto Tennis Cup 2014 San Benedetto del Tronto, Italia 35 000 €+H – Terra rossa – 32S/31Q/16D     | Daniele Giorgini Potito Starace 6–3, 6(3)–7, [10–5]  | Hugo Dellien Sergio Galdós       | Andrej Martin Norbert Gombos           | Axel Michon Rubén Ramírez Hidalgo Borna Ćorić Máximo González                        |
| 14 luglio | Kaohsiung Cup 2014 Kaohsiung, Taiwan 125 000 $+H – Cemento – 32S/28Q/16D                                  | Lu Yen-hsun 6(7)–7, 6–4, 6–4                         | Luca Vanni                       | Aleksandr Kudrjavcev Yūichi Sugita     | Marco Chiudinelli Gō Soeda Denys Molčanov Thomas Fabbiano                            |
| 14 luglio | Kaohsiung Cup 2014 Kaohsiung, Taiwan 125 000 $+H – Cemento – 32S/28Q/16D                                  | Gong Maoxin Peng Hsien-yin 6–3, 6–2                  | Chen Ti Huang Liang-chi          | Aleksandr Kudrjavcev Yūichi Sugita     | Marco Chiudinelli Gō Soeda Denys Molčanov Thomas Fabbiano                            |
| 14 luglio | Challenger Banque Nationale de Granby 2014 Granby, Canada 50 000 $+H – Cemento – 32S/25Q/16D              | Hiroki Moriya 7–5, 6(4)–7, 6–3                       | Fabrice Martin                   | James McGee Benjamin Mitchell          | Richard Gabb Vincent Millot Chase Buchanan Luke Saville                              |
| 14 luglio | Challenger Banque Nationale de Granby 2014 Granby, Canada 50 000 $+H – Cemento – 32S/25Q/16D              | Marcus Daniell Artem Sitak 7–6(5), 5–7, [10–5]       | Jordan Kerr Fabrice Martin       | James McGee Benjamin Mitchell          | Richard Gabb Vincent Millot Chase Buchanan Luke Saville                              |
| 14 luglio | Levene Gouldin & Thompson Tennis Challenger 2014 Binghamton, Stati Uniti 50 000 $ – Cemento – 32S/16Q/16D | Serhij Stachovs'kyj 6–4, 7–6(9)                      | Wayne Odesnik                    | Takanyi Garanganga Daniel Cox          | Bradley Klahn Ernesto Escobedo Darian King Thanasi Kokkinakis                        |
| 14 luglio | Levene Gouldin & Thompson Tennis Challenger 2014 Binghamton, Stati Uniti 50 000 $ – Cemento – 32S/16Q/16D | Daniel Cox Daniel Smethurst 6(3)–7, 6–2, [10–6]      | Marius Copil Serhij Stachovs'kyj | Takanyi Garanganga Daniel Cox          | Bradley Klahn Ernesto Escobedo Darian King Thanasi Kokkinakis                        |
| 14 luglio | Poznań Open 2014 Poznań, Polonia 35 000 €+H – Terra rossa – 32S/32Q/16D                                   | David Goffin 6–4, 6–2                                | Blaž Rola                        | João Souza Adam Pavlásek               | Rui Machado Adrian Ungur Martín Alund Andreas Haider-Maurer                          |
| 14 luglio | Poznań Open 2014 Poznań, Polonia 35 000 €+H – Terra rossa – 32S/32Q/16D                                   | Radu Albot Adam Pavlásek 7–5, 2–6, [10–8]            | Tomasz Bednarek Henri Kontinen   | João Souza Adam Pavlásek               | Rui Machado Adrian Ungur Martín Alund Andreas Haider-Maurer                          |
| 14 luglio | Guzzini Challenger 2014 Recanati, Italia 35 000 €+H – Cemento – 32S/26Q/16D                               | Gilles Müller 6–1, 6–2                               | Ilija Bozoljac                   | Konstantin Kravčuk Márton Fucsovics    | Salvatore Caruso Stefano Napolitano Adrián Menéndez Maceiras Daniel Muñoz de la Nava |
| 14 luglio | Guzzini Challenger 2014 Recanati, Italia 35 000 €+H – Cemento – 32S/26Q/16D                               | Ilija Bozoljac Goran Tošić 5–7, 6–4, [10–5]          | James Cluskey Laurynas Grigelis  | Konstantin Kravčuk Márton Fucsovics    | Salvatore Caruso Stefano Napolitano Adrián Menéndez Maceiras Daniel Muñoz de la Nava |
| 21 luglio | President's Cup Astana, Kazakistan 125 000 $ – Cemento – 32S/27Q/16D                                      | Ričardas Berankis 7–5, 5–7, 6–3                      | Marsel İlhan                     | Egor Geramisov Kyle Edmund             | Michail Kukuškin Flavio Cipolla Adrián Menéndez Maceiras Blaž Kavčič                 |
| 21 luglio | President's Cup Astana, Kazakistan 125 000 $ – Cemento – 32S/27Q/16D                                      | Serhij Bubka Marco Chiudinelli 6–3, 6–4              | Chen Ti Huang Liang-chi          | Egor Geramisov Kyle Edmund             | Michail Kukuškin Flavio Cipolla Adrián Menéndez Maceiras Blaž Kavčič                 |
| 21 luglio | Kentucky Bank Tennis Championships Lexington, Stati Uniti 50 000 $ – Cemento – 32S/31Q/16D                | James Duckworth 6–3, 6–4                             | James Ward                       | Wayne Odesnik Thanasi Kokkinakis       | James McGee Vincent Millot Ruben Bemelmans Chase Buchanan                            |
| 21 luglio | Kentucky Bank Tennis Championships Lexington, Stati Uniti 50 000 $ – Cemento – 32S/31Q/16D                | Peter Polansky Adil Shamasdin 6–4, 6–2               | James McGee Chase Buchanan       | Wayne Odesnik Thanasi Kokkinakis       | James McGee Vincent Millot Ruben Bemelmans Chase Buchanan                            |
| 21 luglio | Tampere Open Tampere, Finlandia 42 500 € – Terra rossa – 32S/27Q/16D                                      | David Goffin 7–6(3), 6–3                             | Jarkko Nieminen                  | Giovanni Lapentti Peđa Krstin          | Rogério Dutra da Silva Laurent Lokoli Rubén Ramírez Hidalgo Elias Ymer               |
| 21 luglio | Tampere Open Tampere, Finlandia 42 500 € – Terra rossa – 32S/27Q/16D                                      | Ruben Gonzales Sean Thornley 6(5)–7, 7–6(10), [10–8] | Elias Ymer Anton Zaitcev         | Giovanni Lapentti Peđa Krstin          | Rogério Dutra da Silva Laurent Lokoli Rubén Ramírez Hidalgo Elias Ymer               |
| 21 luglio | Oberstaufen Cup 2014 Oberstaufen, Germania 35 000 €+H – Terra rossa – 32S/20Q/16D                         | Simone Bolelli 6–4, 7–6(2)                           | Michael Berrer                   | Andreas Beck Roberto Marcora           | Jan Hájek Gibril Diarra Márton Fucsovics Peter Gojowczyk                             |
| 21 luglio | Oberstaufen Cup 2014 Oberstaufen, Germania 35 000 €+H – Terra rossa – 32S/20Q/16D                         | Wesley Koolhof Alessandro Motti 7–6(7), 6–3          | Radu Albot Mateusz Kowalczyk     | Andreas Beck Roberto Marcora           | Jan Hájek Gibril Diarra Márton Fucsovics Peter Gojowczyk                             |
| 28 luglio | Vancouver Open Vancouver, Canada 100 000 $ – Cemento – 32S/28Q/16D                                        | Marcos Baghdatis 7–6(6), 6-3                         | Farrukh Dustov                   | Ruben Bemelmans James Ward             | Tarō Daniel Alex Bogomolov Jr. Austin Krajicek Thanasi Kokkinakis                    |
| 28 luglio | Vancouver Open Vancouver, Canada 100 000 $ – Cemento – 32S/28Q/16D                                        | Austin Krajicek John-Patrick Smith 6–3, 4–6, [10–8]  | Marcus Daniell Artem Sitak       | Ruben Bemelmans James Ward             | Tarō Daniel Alex Bogomolov Jr. Austin Krajicek Thanasi Kokkinakis                    |
| 28 luglio | ATP Challenger Cortina 2014 Cortina d'Ampezzo, Italia 42 500 €+H – Terra rossa – 32S/23Q/16D              | Filip Krajinović 2–6, 7–6(5), 7–5                    | Federico Gaio                    | Viktor Troicki Roberto Marcora         | Daniel Gimeno Traver Matthias Bachinger Yannik Reuter Potito Starace                 |
| 28 luglio | ATP Challenger Cortina 2014 Cortina d'Ampezzo, Italia 42 500 €+H – Terra rossa – 32S/23Q/16D              | Íñigo Cervantes Juan Lizariturry 7–5, 3–6, [10–8]    | Lee Hsin-han Vahid Mirzadeh      | Viktor Troicki Roberto Marcora         | Daniel Gimeno Traver Matthias Bachinger Yannik Reuter Potito Starace                 |
| 28 luglio | Open Castilla y León 2014 Segovia, Spagna 42 500 $+H – Terra rossa – 32S/32Q/16D                          | Adrian Mannarino 6–3, 6–0                            | Adrián Menéndez Maceiras         | Marco Chiudinelli Aleksandr Kudrjavcev | Brydan Klein Gerard Granollers Pujol Pujol Kyle Edmund Florent Serra                 |
| 28 luglio | Open Castilla y León 2014 Segovia, Spagna 42 500 $+H – Terra rossa – 32S/32Q/16D                          | Victor Baluda Aleksandr Kudrjavcev 6–2, 4–6, [10–3]  | Brydan Klein Nikola Mektić       | Marco Chiudinelli Aleksandr Kudrjavcev | Brydan Klein Gerard Granollers Pujol Pujol Kyle Edmund Florent Serra                 |
| 28 luglio | Liberec Open 2014 Liberec, Rep. Ceca 35 000 €+H – Terra rossa – 32S/30Q/16D                               | Andrej Martin 1–6, 6–1, 6–4                          | Horacio Zeballos                 | Yang Tsung-hua Blaž Rola               | Norbert Gombos Uladzimir Ihnacik Steve Darcis Roberto Carballés Baena                |
| 28 luglio | Liberec Open 2014 Liberec, Rep. Ceca 35 000 €+H – Terra rossa – 32S/30Q/16D                               | Roman Jebavý Jaroslav Pospíšil 6–4, 6–3              | Ruben Gonzales Sean Thornley     | Yang Tsung-hua Blaž Rola               | Norbert Gombos Uladzimir Ihnacik Steve Darcis Roberto Carballés Baena                |

### Agosto
| Settimana | Torneo | Campione                                            | Finalista                                | Semifinalisti                           | Eliminati ai quarti                                                     |
| --------- | --- | --------------------------------------------------- | ---------------------------------------- | --------------------------------------- | ----------------------------------------------------------------------- |
| 4 agosto  | Comerica Bank Challenger 2014 Aptos, Stati Uniti 100 000 $ – Cemento – 32S/31Q/16D                               | Marcos Baghdatis 7–6(7), 6-4                        | Michail Kukuškin                         | Rhyne Williams Gō Soeda                 | Somdev Devvarman Juan Ignacio Londero Márton Fucsovics Ruben Bemelmans  |
| 4 agosto  | Comerica Bank Challenger 2014 Aptos, Stati Uniti 100 000 $ – Cemento – 32S/31Q/16D                               | Ruben Bemelmans Laurynas Grigelis 6–3, 4–6, [11–9]  | Purav Raja Sanam Singh                   | Rhyne Williams Gō Soeda                 | Somdev Devvarman Juan Ignacio Londero Márton Fucsovics Ruben Bemelmans  |
| 4 agosto  | San Marino GO&FUN Open 2014 Città di San Marino, San Marino 64 000 €+H – Terra rossa – 32S/32Q/16D               | Adrian Ungur 6–1, 6–0                               | Antonio Veić                             | Alessandro Giannessi Guilherme Clezar   | Simone Bolelli Albert Montañés Filip Krajinović Viktor Troicki          |
| 4 agosto  | San Marino GO&FUN Open 2014 Città di San Marino, San Marino 64 000 €+H – Terra rossa – 32S/32Q/16D               | Radu Albot Enrique López-Pérez 6–4, 6–1             | Franko Škugor Adrian Ungur               | Alessandro Giannessi Guilherme Clezar   | Simone Bolelli Albert Montañés Filip Krajinović Viktor Troicki          |
| 4 agosto  | Advantage Cars Praga Open 2014 Praga, Rep. Ceca 42 500 € – Terra rossa – 32S/32Q/16D                             | Diego Schwartzman 6–4, 7–5                          | André Ghem                               | Jaroslav Pospíšil Rubén Ramírez Hidalgo | Uladzimir Ihnacik Michał Przysiężny Miki Janković Jordi Samper Montaña  |
| 4 agosto  | Advantage Cars Praga Open 2014 Praga, Rep. Ceca 42 500 € – Terra rossa – 32S/32Q/16D                             | Toni Androić Andrej Kuznecov 7–5, 7–5               | Roberto Maytín Miguel Ángel Reyes Varela | Jaroslav Pospíšil Rubén Ramírez Hidalgo | Uladzimir Ihnacik Michał Przysiężny Miki Janković Jordi Samper Montaña  |
| 11 agosto | Internazionali di Tennis del Friuli Venezia Giulia 2014 Cordenons, Italia 42 500 €+H – Terra rossa – 32S/32Q/16D | Albert Montañés 6–2, 6–4                            | Potito Starace                           | Paolo Lorenzi Daniel Gimeno Traver      | Elias Ymer Filippo Volandri Franko Škugor Guillaume Rufin               |
| 11 agosto | Internazionali di Tennis del Friuli Venezia Giulia 2014 Cordenons, Italia 42 500 €+H – Terra rossa – 32S/32Q/16D | Potito Starace Adrian Ungur 6–2, 6–4                | František Čermák Lukáš Dlouhý            | Paolo Lorenzi Daniel Gimeno Traver      | Elias Ymer Filippo Volandri Franko Škugor Guillaume Rufin               |
| 11 agosto | Meerbusch Challenger 2014 Meerbusch, Germania 35 000 €+H – Terra rossa – 32S/31Q/16D                             | Jozef Kovalík 6–1, 6–4                              | Andrej Kuznecov                          | Tristan Lamasine Peter Torebko          | Matthias Bachinger Andreas Haider-Maurer Hans Podlipnik Arthur De Greef |
| 11 agosto | Meerbusch Challenger 2014 Meerbusch, Germania 35 000 €+H – Terra rossa – 32S/31Q/16D                             | Matthias Bachinger Dominik Meffert 6–3, 3–6, [10–6] | Gong Maoxin Peng Hsien-yin               | Tristan Lamasine Peter Torebko          | Matthias Bachinger Andreas Haider-Maurer Hans Podlipnik Arthur De Greef |
| 18 agosto | Nessun torneo.                                                                                                   | Nessun torneo.                                      | Nessun torneo.                           | Nessun torneo.                          | Nessun torneo.                                                          |
| 25 agosto | Chang-Sat Bangkok Open 2014 Bangkok, Thailandia 50 000 $ – Cemento – 32S/30Q/16D                                 | Chung Hyeon 7–6(0), 6–4                             | Jordan Thompson                          | Gō Soeda Luca Vanni                     | Yasutaka Uchiyama Huang Liang-chi Chen Ti Kyle Edmund                   |
| 25 agosto | Chang-Sat Bangkok Open 2014 Bangkok, Thailandia 50 000 $ – Cemento – 32S/30Q/16D                                 | Pruchya Isarow Nuttanon Kadchapanan 6–4, 6–4        | Chen Ti Peng Hsien-yin                   | Gō Soeda Luca Vanni                     | Yasutaka Uchiyama Huang Liang-chi Chen Ti Kyle Edmund                   |
| 25 agosto | Città di Como Challenger 2014 Como, Italia 35 000 €+H – Terra rossa – 32S/28Q/16D                                | Viktor Troicki 6–3, 6–2                             | Louk Sorensen                            | Jürgen Zopp Ilija Bozoljac              | Facundo Argüello Potito Starace Boris Pašanski Christian Lindell        |
| 25 agosto | Città di Como Challenger 2014 Como, Italia 35 000 €+H – Terra rossa – 32S/28Q/16D                                | Guido Andreozzi Facundo Argüello 6–2, 6–2           | Steven Diez Enrique López-Pérez          | Jürgen Zopp Ilija Bozoljac              | Facundo Argüello Potito Starace Boris Pašanski Christian Lindell        |

### Settembre
| Settimana    | Torneo                                                                                                 | Campione                                                      | Finalista                                    | Semifinalisti                             | Eliminati ai quarti                                                                      |
| ------------ | --- | ------------------------------------------------------------- | -------------------------------------------- | ----------------------------------------- | ---------------------------------------------------------------------------------------- |
| 1º settembre | Genoa Open Challenger Genova, Italia 85 000 €+H – Terra rossa – 32S/32Q/16D                            | Albert Ramos Viñolas 6–1, 7–5                                 | Mate Delić                                   | Márton Fucsovics Andreas Beck             | Aljaž Bedene Jason Kubler Marco Cecchinato Viktor Troicki                                |
| 1º settembre | Genoa Open Challenger Genova, Italia 85 000 €+H – Terra rossa – 32S/32Q/16D                            | Daniele Bracciali Potito Starace 6–3, 6–4                     | Frank Moser Alexander Satschko               | Márton Fucsovics Andreas Beck             | Aljaž Bedene Jason Kubler Marco Cecchinato Viktor Troicki                                |
| 1º settembre | Open Medellín Medellín, Colombia 50 000 $+H – Terra rossa – 32S/28Q/16D Singolare - Doppio             | Austin Krajicek 7–5, 6–3                                      | João Souza                                   | André Ghem Facundo Bagnis                 | Alejandro González Carlos Salamanca Guilherme Clezar Gonzalo Lama                        |
| 1º settembre | Open Medellín Medellín, Colombia 50 000 $+H – Terra rossa – 32S/28Q/16D Singolare - Doppio             | Austin Krajicek César Ramírez 6–3, 7–5                        | Roberto Maytín Andrés Molteni                | André Ghem Facundo Bagnis                 | Alejandro González Carlos Salamanca Guilherme Clezar Gonzalo Lama                        |
| 1º settembre | TEAN International Alphen aan den Rijn, Paesi Bassi 42 500 € – Terra rossa – 32S/32Q/16D               | Jesse Huta Galung 6–3, 6–4                                    | Daniel Muñoz de la Nava                      | Tristan Lamasine Victor Hănescu           | Antal van der Duim Daniel Gimeno Traver Kimmer Coppejans Igor Sijsling                   |
| 1º settembre | TEAN International Alphen aan den Rijn, Paesi Bassi 42 500 € – Terra rossa – 32S/32Q/16D               | Antal van der Duim Boy Westerhof 6–1, 6–3                     | Rubén Ramírez Hidalgo Matteo Viola           | Tristan Lamasine Victor Hănescu           | Antal van der Duim Daniel Gimeno Traver Kimmer Coppejans Igor Sijsling                   |
| 1º settembre | Shanghai Challenger Shanghai, Cina 50 000 $ – Cemento – 32S/32Q/16D                                    | Yoshihito Nishioka 6–4, 6(5)–7, 7–6(3)                        | Somdev Devvarman                             | Thomas Fabbiano Luca Vanni                | Gō Soeda Danai Udomchoke Yuki Bhambri Wu Di                                              |
| 1º settembre | Shanghai Challenger Shanghai, Cina 50 000 $ – Cemento – 32S/32Q/16D                                    | Yuki Bhambri Divij Sharan 7–6(2),6(4)–7, [10–8]               | Somdev Devvarman Sanam Singh                 | Thomas Fabbiano Luca Vanni                | Gō Soeda Danai Udomchoke Yuki Bhambri Wu Di                                              |
| 1º settembre | Trophée des Alpilles Saint-Rémy-de-Provence, Francia 42 500 € – Cemento – 32S/26Q/16D                  | Nicolas Mahut 6(3)–7, 6–4, 6–3                                | Vincent Millot                               | Pierre-Hugues Herbert Serhij Stachovs'kyj | Alexander Zverev Norbert Gombos Denys Molčanov Maxime Chazal                             |
| 1º settembre | Trophée des Alpilles Saint-Rémy-de-Provence, Francia 42 500 € – Cemento – 32S/26Q/16D                  | Pierre-Hugues Herbert Konstantin Kravčuk 6–1, 7–6(3)          | David Guez Martin Vaisse                     | Pierre-Hugues Herbert Serhij Stachovs'kyj | Alexander Zverev Norbert Gombos Denys Molčanov Maxime Chazal                             |
| 1º settembre | Brașov Challenger Brașov, Romania 35 000 €+H – Terra rossa – 32S/32Q/16D                               | Andreas Haider-Maurer 6–3, 6–2                                | Guillaume Rufin                              | Jaroslav Pospíšil Aslan Karacev           | Petru-Alexandru Luncanu Adrian Ungur Adrian Sikora Laurynas Grigelis                     |
| 1º settembre | Brașov Challenger Brașov, Romania 35 000 €+H – Terra rossa – 32S/32Q/16D                               | Daniele Giorgini Adrian Ungur 4–6, 7–6(4), [10–1]             | Aslan Karacev Valery Rudnev                  | Jaroslav Pospíšil Aslan Karacev           | Petru-Alexandru Luncanu Adrian Ungur Adrian Sikora Laurynas Grigelis                     |
| 8 settembre  | Szczecin Open Stettino, Polonia 106 500 €+H – Terra rossa – 32S/31Q/16D                                | Dustin Brown 6–4, 6–3                                         | Jan-Lennard Struff                           | Facundo Argüello Lucas Pouille            | Potito Starace Oleksandr Nedovjesov Micke Kontinen Kamil Majchrzak                       |
| 8 settembre  | Szczecin Open Stettino, Polonia 106 500 €+H – Terra rossa – 32S/31Q/16D                                | Dustin Brown Jan-Lennard Struff 6–2, 6–4                      | Tomasz Bednarek Igor Zelenay                 | Facundo Argüello Lucas Pouille            | Potito Starace Oleksandr Nedovjesov Micke Kontinen Kamil Majchrzak                       |
| 8 settembre  | Banja Luka Challenger Banja Luka, Bosnia ed Erzegovina 64 000 €+H – Terra rossa – 32S/14Q/16D          | Viktor Troicki 7–5, 4–6, 7–5                                  | Albert Ramos Viñolas                         | Blaž Rola Andreas Haider-Maurer           | Kimmer Coppejans Aljaž Bedene Jaroslav Pospíšil Gleb Sakharov                            |
| 8 settembre  | Banja Luka Challenger Banja Luka, Bosnia ed Erzegovina 64 000 €+H – Terra rossa – 32S/14Q/16D          | Dino Marcan Antonio Šančić 7–5, 6–4                           | Jaroslav Pospíšil Adrian Sikora              | Blaž Rola Andreas Haider-Maurer           | Kimmer Coppejans Aljaž Bedene Jaroslav Pospíšil Gleb Sakharov                            |
| 8 settembre  | Istanbul Challenger Istanbul, Turchia 75 000 $ – Cemento – 32S/19Q/16D                                 | Adrian Mannarino 6–0, 2–0 rit.                                | Tatsuma Itō                                  | James Ward Philipp Petzschner             | Tobias Kamke Louk Sorensen Wang Yeu-tzuoo Marsel İlhan                                   |
| 8 settembre  | Istanbul Challenger Istanbul, Turchia 75 000 $ – Cemento – 32S/19Q/16D                                 | Colin Fleming Jonathan Marray 6–4, 2–6, [10–8]                | Jordan Kerr Fabrice Martin                   | James Ward Philipp Petzschner             | Tobias Kamke Louk Sorensen Wang Yeu-tzuoo Marsel İlhan                                   |
| 8 settembre  | Copa Sevilla Siviglia, Spagna 42 500 €+H – Terra gialla– 32S/20Q/16D                                   | Pablo Carreño Busta Busta 6–4, 6–1                            | Tarō Daniel                                  | Íñigo Cervantes Boy Westerhof             | Adrián Menéndez Maceiras David Vega Hernández Oriol Roca Batalla Daniel Muñoz de la Nava |
| 8 settembre  | Copa Sevilla Siviglia, Spagna 42 500 €+H – Terra gialla– 32S/20Q/16D                                   | Antal van der Duim Boy Westerhof 7–6(3), 6–4                  | James Cluskey Jesse Huta Galung              | Íñigo Cervantes Boy Westerhof             | Adrián Menéndez Maceiras David Vega Hernández Oriol Roca Batalla Daniel Muñoz de la Nava |
| 8 settembre  | Biella Challenger Biella, Italia 42 500 € – Terra rossa – 32S/16Q/16D                                  | Matteo Viola 7–5, 6–1                                         | Filippo Volandri                             | Benjamin Balleret Marco Cecchinato        | Henri Laaksonen Andrea Arnaboldi Jan Hájek Jason Kubler                                  |
| 8 settembre  | Biella Challenger Biella, Italia 42 500 € – Terra rossa – 32S/16Q/16D                                  | Marco Cecchinato Matteo Viola 7–5, 6–0                        | Frank Moser Alexander Satschko               | Benjamin Balleret Marco Cecchinato        | Henri Laaksonen Andrea Arnaboldi Jan Hájek Jason Kubler                                  |
| 15 settembre | Izmir Cup Smirne, Turchia 106 500 € – Cemento – 32S/25Q/16D                                            | Borna Ćorić 6–1, 6(7)–7, 6–4                                  | Malek Jaziri                                 | Mikhail Ledovskikh Marsel İlhan           | Illja Marčenko Mirza Bašić Jahor Herasimaŭ Tomislav Brkić                                |
| 15 settembre | Izmir Cup Smirne, Turchia 106 500 € – Cemento – 32S/25Q/16D                                            | Ken Skupski Neal Skupski 6–1, 6–4                             | Malek Jaziri Aleksandr Kudrjavcev            | Mikhail Ledovskikh Marsel İlhan           | Illja Marčenko Mirza Bašić Jahor Herasimaŭ Tomislav Brkić                                |
| 15 settembre | ATP Challenger Trophy Trnava, Slovacchia 42 500 €+H – Terra rossa – 32S/32Q/16D                        | Andreas Haider-Maurer 2–6, 6–3, 7–6(4)                        | Antonio Veić                                 | Radu Albot Márton Fucsovics               | Marco Cecchinato Jan Hájek Pere Riba Madrid Blaž Rola                                    |
| 15 settembre | ATP Challenger Trophy Trnava, Slovacchia 42 500 €+H – Terra rossa – 32S/32Q/16D                        | Roman Jebavý Jaroslav Pospíšil 6–4, 6–2                       | Stephan Fransen Robin Haase                  | Radu Albot Márton Fucsovics               | Marco Cecchinato Jan Hájek Pere Riba Madrid Blaž Rola                                    |
| 15 settembre | Morocco Tennis Tour - Meknes Meknès, Marocco 42 500 € – Terra rossa – 32S/17Q/16D                      | Kimmer Coppejans 4–6, 6–2, 6–2                                | Lucas Pouille                                | Roberto Carballés Baena Matteo Viola      | Pablo Carreño Busta Busta Julien Obry Mohamed Safwat Yannik Reuter                       |
| 15 settembre | Morocco Tennis Tour - Meknes Meknès, Marocco 42 500 € – Terra rossa – 32S/17Q/16D                      | Hans Podlipnik-Castillo Stefano Travaglia 6–2, 6(4)–7, [10–7] | Gerard Granollers Pujol Jordi Samper Montaña | Roberto Carballés Baena Matteo Viola      | Pablo Carreño Busta Busta Julien Obry Mohamed Safwat Yannik Reuter                       |
| 15 settembre | Campeonato Internacional de Tênis de Campinas Campinas, Brasile 40 000 $+H – Terra rossa – 32S/32Q/16D | Diego Schwartzman 4–6, 6–4, 7–5                               | André Ghem                                   | Guido Andreozzi Gianni Mina               | Guilherme Clezar José Pereira Ivo Klec Richard Becker                                    |
| 15 settembre | Campeonato Internacional de Tênis de Campinas Campinas, Brasile 40 000 $+H – Terra rossa – 32S/32Q/16D | Facundo Bagnis Diego Schwartzman 7–6(4), 5–7, [10–7]          | André Ghem Fabricio Neis                     | Guido Andreozzi Gianni Mina               | Guilherme Clezar José Pereira Ivo Klec Richard Becker                                    |
| 15 settembre | Quito Challenger Quito, Ecuador 40 000 $+H – Terra rossa – 32S/16Q/16D                                 | Horacio Zeballos 6–4, 7–6(9)                                  | Nicolás Jarry                                | Andrés Molteni João Souza                 | Gonzalo Escobar Hugo Dellien Juan Ignacio Londero Chase Buchanan                         |
| 15 settembre | Quito Challenger Quito, Ecuador 40 000 $+H – Terra rossa – 32S/16Q/16D                                 | Marcelo Demoliner João Souza 6–4, 6–4                         | Duilio Beretta Martín Cuevas                 | Andrés Molteni João Souza                 | Gonzalo Escobar Hugo Dellien Juan Ignacio Londero Chase Buchanan                         |
| 22 settembre | Open d'Orléans Orléans, Francia 106 500 €+H – Cemento (i) – 32S/28Q/16D                                | Serhij Stachovs'kyj 6–2, 7–5                                  | Thomaz Bellucci                              | Jiří Veselý Paul-Henri Mathieu            | Tim Pütz Andreas Beck Martin Fischer Igor Sijsling                                       |
| 22 settembre | Open d'Orléans Orléans, Francia 106 500 €+H – Cemento (i) – 32S/28Q/16D                                | Thomaz Bellucci André Sá 5–7, 6–4, [10–8]                     | James Cerretani Andreas Siljeström           | Jiří Veselý Paul-Henri Mathieu            | Tim Pütz Andreas Beck Martin Fischer Igor Sijsling                                       |
| 22 settembre | Napa Valley Challenger Napa, Stati Uniti 50 000 $ – Cemento – 32S/32Q/16D                              | Sam Querrey 6–3, 6–1                                          | Tim Smyczek                                  | Alex Bolt Jared Donaldson                 | Michael Russell John Millman Julian Lenz Liam Broady                                     |
| 22 settembre | Napa Valley Challenger Napa, Stati Uniti 50 000 $ – Cemento – 32S/32Q/16D                              | Peter Polansky Adil Shamasdin 7–6(0), 6–1                     | Bradley Klahn Tim Smyczek                    | Alex Bolt Jared Donaldson                 | Michael Russell John Millman Julian Lenz Liam Broady                                     |
| 22 settembre | Sibiu Open Sibiu, Romania 42 500 €+H – Terra rossa – 32S/24Q/16D                                       | Jason Kubler 6–4, 6–1                                         | Radu Albot                                   | Pere Riba Madrid Potito Starace           | Victor Crivoi Flavio Cipolla Tomislav Brkić Jozef Kovalík                                |
| 22 settembre | Sibiu Open Sibiu, Romania 42 500 €+H – Terra rossa – 32S/24Q/16D                                       | Potito Starace Adrian Ungur 7–5, 6–2                          | Alexandru-Daniel Carpen Marius Copil         | Pere Riba Madrid Potito Starace           | Victor Crivoi Flavio Cipolla Tomislav Brkić Jozef Kovalík                                |
| 22 settembre | Morocco Tennis Tour - Kenitra Kenitra, Marocco 42 500 € – Terra rossa – 32S/25Q/16D                    | Daniel Gimeno Traver 6–3, 6–4                                 | Albert Ramos Viñolas                         | Roberto Carballés Baena Damir Džumhur     | Lucas Pouille Aljaž Bedene Stefano Travaglia Rui Machado                                 |
| 22 settembre | Morocco Tennis Tour - Kenitra Kenitra, Marocco 42 500 € – Terra rossa – 32S/25Q/16D                    | Dino Marcan Antonio Šančić 6–1, 7–6(3)                        | Gerard Granollers Pujol Jordi Samper-Montaña | Roberto Carballés Baena Damir Džumhur     | Lucas Pouille Aljaž Bedene Stefano Travaglia Rui Machado                                 |
| 22 settembre | Seguros Bolívar Open Pereira Pereira, Colombia 40 000 $+H – Terra rossa – 32S/24Q/16D                  | Víctor Estrella Burgos 7–6(5), 3–6, 7–6(6)                    | João Souza                                   | Guido Pella Agustín Velotti               | Daniel Muñoz de la Nava Toni Androić Andrés Molteni Christian Lindell                    |
| 22 settembre | Seguros Bolívar Open Pereira Pereira, Colombia 40 000 $+H – Terra rossa – 32S/24Q/16D                  | Nicolás Barrientos Eduardo Struvay 3–6, 6–3, [11–9]           | Guido Pella Horacio Zeballos                 | Guido Pella Agustín Velotti               | Daniel Muñoz de la Nava Toni Androić Andrés Molteni Christian Lindell                    |
| 22 settembre | Aberto de Tênis do Rio Grande do Sul Porto Alegre, Brasile 40 000 $+H – Terra rossa – 32S/29Q/16D      | Carlos Berlocq 6–4, 4–6, 6–0                                  | Diego Schwartzman                            | Gianni Mina Guido Andreozzi               | Gastão Elias Guilherme Clezar Facundo Argüello Martín Alund                              |
| 22 settembre | Aberto de Tênis do Rio Grande do Sul Porto Alegre, Brasile 40 000 $+H – Terra rossa – 32S/29Q/16D      | Guido Andreozzi Guillermo Durán 6–3, 6–3                      | Facundo Bagnis Diego Schwartzman             | Gianni Mina Guido Andreozzi               | Gastão Elias Guilherme Clezar Facundo Argüello Martín Alund                              |
| 29 settembre | Mons Challenger Mons, Belgio 106 500 €+H – Cemento (i) – 32S/27Q/16D                                   | David Goffin 6–3, 6–3                                         | Steve Darcis                                 | Marsel İlhan Jiří Veselý                  | Alexander Zverev Tobias Kamke Ruben Bemelmans Gerald Melzer                              |
| 29 settembre | Mons Challenger Mons, Belgio 106 500 €+H – Cemento (i) – 32S/27Q/16D                                   | Marc Gicquel Nicolas Mahut 6–3, 6–4                           | Andre Begemann Julian Knowle                 | Marsel İlhan Jiří Veselý                  | Alexander Zverev Tobias Kamke Ruben Bemelmans Gerald Melzer                              |
| 29 settembre | Sacramento Challenger Sacramento, Stati Uniti 100 000 $ – Cemento– 32S/32Q/16D                         | Sam Querrey 6–3, 6–4                                          | Stefan Kozlov                                | John Millman Tim Smyczek                  | Jared Donaldson Bjorn Fratangelo Rhyne Williams Denis Kudla                              |
| 29 settembre | Sacramento Challenger Sacramento, Stati Uniti 100 000 $ – Cemento– 32S/32Q/16D                         | Adam Hubble John-Patrick Smith 6–3, 6–2                       | Peter Polansky Adil Shamasdin                | John Millman Tim Smyczek                  | Jared Donaldson Bjorn Fratangelo Rhyne Williams Denis Kudla                              |
| 29 settembre | Open Cali II Cali, Colombia 40 000 $+H – Terra rossa – 32S/23Q/16D                                     | Paolo Lorenzi 4–6, 6–3, 6–3                                   | Víctor Estrella Burgos                       | Guido Andreozzi João Souza                | Facundo Bagnis Nicolás Jarry Christian Lindell Alejandro González                        |
| 29 settembre | Open Cali II Cali, Colombia 40 000 $+H – Terra rossa – 32S/23Q/16D                                     | Guido Andreozzi Guillermo Durán 6–3, 6–4                      | Alejandro González César Ramírez             | Guido Andreozzi João Souza                | Facundo Bagnis Nicolás Jarry Christian Lindell Alejandro González                        |

### Ottobre
| Settimana  | Torneo                                                                                                 | Campione                                                       | Finalista                             | Semifinalisti                         | Eliminati ai quarti                                                   |
| ---------- | --- | -------------------------------------------------------------- | ------------------------------------- | ------------------------------------- | --------------------------------------------------------------------- |
| 6 ottobre  | Tashkent Challenger Tashkent, Uzbekistan 125 000 $+H – Cemento – 32S/24Q/16D                           | Lukáš Lacko 6–2, 6–3                                           | Serhij Stachovs'kyj                   | Borna Ćorić Adrian Mannarino          | Dušan Lajović Oleksandr Nedovjesov Evgenij Donskoj Anton Zaitcev      |
| 6 ottobre  | Tashkent Challenger Tashkent, Uzbekistan 125 000 $+H – Cemento – 32S/24Q/16D                           | Lukáš Lacko Ante Pavić 6–3, 3–6, [13–11]                       | Frank Moser Alexander Satschko        | Borna Ćorić Adrian Mannarino          | Dušan Lajović Oleksandr Nedovjesov Evgenij Donskoj Anton Zaitcev      |
| 6 ottobre  | Tiburon Challenger Tiburon, Stati Uniti 100 000 $ – Cemento – 32S/32Q/16D                              | Sam Querrey 6–4, 6–2                                           | John Millman                          | Matt Reid Nils Langer                 | James McGee Bjorn Fratangelo Marcos Giron Tim Smyczek                 |
| 6 ottobre  | Tiburon Challenger Tiburon, Stati Uniti 100 000 $ – Cemento – 32S/32Q/16D                              | Bradley Klahn Adil Shamasdin 7–5, 6–2                          | Carsten Ball Matt Reid                | Matt Reid Nils Langer                 | James McGee Bjorn Fratangelo Marcos Giron Tim Smyczek                 |
| 6 ottobre  | Open de Rennes Rennes, Francia 85 000 €+H – Cemento (i) – 32S/28Q/16D                                  | Steve Darcis 6–2, 6–4                                          | Nicolas Mahut                         | Enzo Couacaud Marsel İlhan            | Robin Haase Marc Gicquel Dustin Brown Andreas Haider-Maurer           |
| 6 ottobre  | Open de Rennes Rennes, Francia 85 000 €+H – Cemento (i) – 32S/28Q/16D                                  | Tobias Kamke Philipp Marx 3–6, 6–2, [10–3]                     | František Čermák Jonathan Erlich      | Enzo Couacaud Marsel İlhan            | Robin Haase Marc Gicquel Dustin Brown Andreas Haider-Maurer           |
| 13 ottobre | Indore Open ATP Challenger Indore, India 50 000 $ – Cemento – 32S/16Q/16D                              | Saketh Myneni 6–3, 6(4)–7, 6–3                                 | Oleksandr Nedovjesov                  | Stefano Travaglia Ramkumar Ramanathan | Adrián Menéndez Maceiras Huang Liang-Chi Chen Ti Sanam Singh          |
| 13 ottobre | Indore Open ATP Challenger Indore, India 50 000 $ – Cemento – 32S/16Q/16D                              | Adrián Menéndez Maceiras Oleksandr Nedovjesov 2–6, 6–4, [10–3] | Yuki Bhambri Divij Sharan             | Stefano Travaglia Ramkumar Ramanathan | Adrián Menéndez Maceiras Huang Liang-Chi Chen Ti Sanam Singh          |
| 13 ottobre | Copa San Juan Gobierno San Juan, Argentina 40 000 $+H – Terra rossa – 32S/25Q/16D                      | Diego Schwartzman 7–6(5), 6–3                                  | João Souza                            | Facundo Argüello Alejandro González   | Guido Andreozzi André Ghem Facundo Bagnis Martín Alund                |
| 13 ottobre | Copa San Juan Gobierno San Juan, Argentina 40 000 $+H – Terra rossa – 32S/25Q/16D                      | Martín Alund Facundo Bagnis 4–6, 6–3, [10–7]                   | Diego Schwartzman Horacio Zeballos    | Facundo Argüello Alejandro González   | Guido Andreozzi André Ghem Facundo Bagnis Martín Alund                |
| 20 ottobre | KPIT MSLTA Challenger Pune, India 50 000 $+H – Cemento – 32S/26Q/16D                                   | Yūichi Sugita 6(1)–7, 6–4, 6-4                                 | Adrián Menéndez Maceiras              | Saketh Myneni Kimmer Coppejans        | Oleksandr Nedovjesov Yuki Bhambri Adam Pavlásek Aleksandr Kudrjavcev  |
| 20 ottobre | KPIT MSLTA Challenger Pune, India 50 000 $+H – Cemento – 32S/26Q/16D                                   | Saketh Myneni Sanam Singh 6–3, 6–2                             | Sanchai Ratiwatana Sonchat Ratiwatana | Saketh Myneni Kimmer Coppejans        | Oleksandr Nedovjesov Yuki Bhambri Adam Pavlásek Aleksandr Kudrjavcev  |
| 20 ottobre | Copa Gobierno de Cordoba Córdoba, Argentina 40 000 $+H – Terra rossa – 32S/32Q/16D                     | Alejandro González 7–5, 1–6, 6–3                               | Máximo González                       | Pedro Cachín Facundo Bagnis           | Marco Trungelliti Facundo Argüello Hans Podlipnik André Ghem          |
| 20 ottobre | Copa Gobierno de Cordoba Córdoba, Argentina 40 000 $+H – Terra rossa – 32S/32Q/16D                     | Marcelo Demoliner Nicolás Jarry 6–3, 7–5                       | Hugo Dellien Juan Ignacio Londero     | Pedro Cachín Facundo Bagnis           | Marco Trungelliti Facundo Argüello Hans Podlipnik André Ghem          |
| 27 ottobre | Geneva Open Challenger Ginevra, Svizzera 64 000 €+H – Cemento (i) – 32S/31Q/16D                        | Marcos Baghdatis 6–1, 4–6, 6–3                                 | Michał Przysiężny                     | Radu Albot Simone Bolelli             | Jiří Veselý Damir Džumhur Victor Hănescu Steve Darcis                 |
| 27 ottobre | Geneva Open Challenger Ginevra, Svizzera 64 000 €+H – Cemento (i) – 32S/31Q/16D                        | Johan Brunström Nicholas Monroe 5–7, 7–5, [10–6]               | Oliver Marach Philipp Oswald          | Radu Albot Simone Bolelli             | Jiří Veselý Damir Džumhur Victor Hănescu Steve Darcis                 |
| 27 ottobre | Charlottesville Men's Pro Challenger Charlottesville, Stati Uniti 50 000 € – Cemento (i) – 32S/32Q/16D | James Duckworth 5–7, 6–3, 6–2                                  | Liam Broady                           | Alex Kuznetsov Denis Kudla            | Laurent Lokoli Tarō Daniel Tennys Sandgren Ryan Harrison              |
| 27 ottobre | Charlottesville Men's Pro Challenger Charlottesville, Stati Uniti 50 000 € – Cemento (i) – 32S/32Q/16D | Treat Conrad Huey Frederik Nielsen 3–6, 6–3, [10–2]            | Lewis Burton Marcus Willis            | Alex Kuznetsov Denis Kudla            | Laurent Lokoli Tarō Daniel Tennys Sandgren Ryan Harrison              |
| 27 ottobre | Latrobe City Traralgon ATP Challenger 1 Traralgon, Australia 50 000 $ – Cemento – 32S/32Q/16D          | Bradley Klahn 7–6(5), 6–1                                      | Jarmere Jenkins                       | Hiroki Moriya John-Patrick Smith      | Thanasi Kokkinakis Benjamin Mitchell Luke Saville Omar Jasika         |
| 27 ottobre | Latrobe City Traralgon ATP Challenger 1 Traralgon, Australia 50 000 $ – Cemento – 32S/32Q/16D          | Brydan Klein Dane Propoggia 6–1, 1–6, [10–3]                   | Jarmere Jenkins Mitchell Krueger      | Hiroki Moriya John-Patrick Smith      | Thanasi Kokkinakis Benjamin Mitchell Luke Saville Omar Jasika         |
| 27 ottobre | Bauer Watertechnology Cup Eckental, Germania 35 000 €+H – Sintetico (i) – 32S/32Q/16D                  | Ruben Bemelmans 7–6(3), 6–3                                    | Tim Pütz                              | Niels Desein Mirza Bašić              | Andrea Arnaboldi Evgenij Donskoj Denis Matsukevich Konstantin Kravčuk |
| 27 ottobre | Bauer Watertechnology Cup Eckental, Germania 35 000 €+H – Sintetico (i) – 32S/32Q/16D                  | Ruben Bemelmans Niels Desein 6–3, 4–6, [10–8]                  | Andreas Beck Philipp Petzschner       | Niels Desein Mirza Bašić              | Andrea Arnaboldi Evgenij Donskoj Denis Matsukevich Konstantin Kravčuk |
| 27 ottobre | Open de la Réunion Saint-Denis, Réunion Island 35 000 €+H – Cemento – 32S/32Q/16D                      | Robin Haase 3–6, 6–1, 7–5                                      | Florent Serra                         | James Ward Ričardas Berankis          | Julien Cagnina Austin Krajicek Pere Riba Madrid Grégoire Barrère      |
| 27 ottobre | Open de la Réunion Saint-Denis, Réunion Island 35 000 €+H – Cemento – 32S/32Q/16D                      | Robin Haase Mate Pavić 7–5, 4–6, [10–7]                        | Jonathan Eysseric Fabrice Martin      | James Ward Ričardas Berankis          | Julien Cagnina Austin Krajicek Pere Riba Madrid Grégoire Barrère      |

### Novembre
| Settimana   | Torneo                                                                                               | Campione                                             | Finalista                          | Semifinalisti                         | Eliminati ai quarti                                                                   |
| ----------- | --- | ---------------------------------------------------- | ---------------------------------- | ------------------------------------- | ------------------------------------------------------------------------------------- |
| 3 novembre  | Slovak Open Bratislava, Slovacchia €85,000+H – Sintetico (i) 32S/30Q/16D                             | Peter Gojowczyk 7–6(2), 6–3                          | Farrukh Dustov                     | Igor Sijsling Oleksandr Nedovjesov    | Norbert Gombos Jimmy Wang Illja Marčenko Lukáš Lacko                                  |
| 3 novembre  | Slovak Open Bratislava, Slovacchia €85,000+H – Sintetico (i) 32S/30Q/16D                             | Ken Skupski Neal Skupski 6–3, 7–6(3)                 | Norbert Gombos Adam Pavlásek       | Igor Sijsling Oleksandr Nedovjesov    | Norbert Gombos Jimmy Wang Illja Marčenko Lukáš Lacko                                  |
| 3 novembre  | Internationaux de Tennis de Vendée Mouilleron-le-Captif, Francia €64,000+H – Cemento (i) 32S/30Q/16D | Pierre-Hugues Herbert 6–2, 6–3                       | Marsel İlhan                       | Victor Hănescu Tobias Kamke           | Borna Ćorić Vincent Millot Ričardas Berankis Lucas Pouille                            |
| 3 novembre  | Internationaux de Tennis de Vendée Mouilleron-le-Captif, Francia €64,000+H – Cemento (i) 32S/30Q/16D | Pierre-Hugues Herbert Nicolas Mahut 6–3, 6–4         | Tobias Kamke Philipp Marx          | Victor Hănescu Tobias Kamke           | Borna Ćorić Vincent Millot Ričardas Berankis Lucas Pouille                            |
| 3 novembre  | Sparkassen ATP Challenger Ortisei, Italia €64,000 – Cemento (i) 32S/32Q/16D                          | Andreas Seppi 6–4, 6–3                               | Matthias Bachinger                 | Jan Hernych Dustin Brown              | Nils Langer Aslan Karacev Austin Krajicek Mirza Bašić                                 |
| 3 novembre  | Sparkassen ATP Challenger Ortisei, Italia €64,000 – Cemento (i) 32S/32Q/16D                          | Sergey Betov Aljaksandr Bury 6–4, 5–7, [10–6]        | James Cluskey Austin Krajicek      | Jan Hernych Dustin Brown              | Nils Langer Aslan Karacev Austin Krajicek Mirza Bašić                                 |
| 3 novembre  | Knoxville Challenger Knoxville, Stati Uniti $50,000 – Hard (i) 32S/32Q/16D                           | Adrian Mannarino 3–6, 7–6(6), 6–4                    | Samuel Groth                       | Tim Smyczek Liam Broady               | Malek Jaziri Gastão Elias Marcus Willis Denis Kudla                                   |
| 3 novembre  | Knoxville Challenger Knoxville, Stati Uniti $50,000 – Hard (i) 32S/32Q/16D                           | Miķelis Lībietis Hunter Reese 6–3, 6–4               | Gastão Elias Sean Thornley         | Tim Smyczek Liam Broady               | Malek Jaziri Gastão Elias Marcus Willis Denis Kudla                                   |
| 3 novembre  | Latrobe City Traralgon ATP Challenger 2 Traralgon, Australia $50,000 – Cemento 32S/32Q/16D           | John Millman 6–4, 6–1                                | James Ward                         | Luke Saville Benjamin Mitchell        | Jose Statham Kyle Edmund John-Patrick Smith Thanasi Kokkinakis                        |
| 3 novembre  | Latrobe City Traralgon ATP Challenger 2 Traralgon, Australia $50,000 – Cemento 32S/32Q/16D           | Brydan Klein Dane Propoggia 7–6(6), 3–6, [10–6]      | Marcus Daniell Artem Sitak         | Luke Saville Benjamin Mitchell        | Jose Statham Kyle Edmund John-Patrick Smith Thanasi Kokkinakis                        |
| 10 novembre | Internazionali Città di Brescia Brescia, Italia €42,500+H – Sintetico (i) 32S/32Q/16D                | Illja Marčenko 6–4, 5–7, 6–2                         | Farrukh Dustov                     | Michael Berrer Dustin Brown           | Jan Hernych Denis Matsukevich Austin Krajicek Viktor Troicki                          |
| 10 novembre | Internazionali Città di Brescia Brescia, Italia €42,500+H – Sintetico (i) 32S/32Q/16D                | Illja Marčenko Denys Molčanov 7–6(4), 6–3            | Roman Jebavý Błażej Koniusz        | Michael Berrer Dustin Brown           | Jan Hernych Denis Matsukevich Austin Krajicek Viktor Troicki                          |
| 10 novembre | Challenger Ciudad de Guayaquil Guayaquil, Ecuador $50,000+H – Terra rossa 32S/24Q/16D                | Pablo Cuevas Walkover                                | Paolo Lorenzi                      | Guido Pella Renzo Olivo               | Facundo Argüello Diego Schwartzman Guido Andreozzi Pere Riba                          |
| 10 novembre | Challenger Ciudad de Guayaquil Guayaquil, Ecuador $50,000+H – Terra rossa 32S/24Q/16D                | Máximo González Guido Pella 2–6, 7–6(5), [10–5]      | Pere Riba Jordi Samper-Montaña     | Guido Pella Renzo Olivo               | Facundo Argüello Diego Schwartzman Guido Andreozzi Pere Riba                          |
| 10 novembre | Champaign-Urbana Challenger Champaign, Stati Uniti $50,000 – Cemento (i) 32S/32Q/16D                 | Adrian Mannarino 6–2, 6–2                            | Frederik Nielsen                   | Blaž Rola Malek Jaziri                | Marcos Giron Frank Dancevic Denis Kudla Marek Michalička                              |
| 10 novembre | Champaign-Urbana Challenger Champaign, Stati Uniti $50,000 – Cemento (i) 32S/32Q/16D                 | Ross William Guignon Tim Kopinski 7–6(2), 6–2        | Frank Dancevic Adil Shamasdin      | Blaž Rola Malek Jaziri                | Marcos Giron Frank Dancevic Denis Kudla Marek Michalička                              |
| 10 novembre | IPP Open Helsinki, Finlandia €42,500 – Cemento (i) 32S/22Q/16D                                       | Jürgen Zopp 6–4, 5–7, 7–6(6)                         | Dudi Sela                          | Jahor Herasimaŭ Norbert Gombos        | Victor Hănescu Henri Laaksonen Niels Desein Ričardas Berankis                         |
| 10 novembre | IPP Open Helsinki, Finlandia €42,500 – Cemento (i) 32S/22Q/16D                                       | Henri Kontinen Jarkko Nieminen 7–6(2), 6–4           | Jonathan Marray Philipp Petzschner | Jahor Herasimaŭ Norbert Gombos        | Victor Hănescu Henri Laaksonen Niels Desein Ričardas Berankis                         |
| 10 novembre | Keio Challenger Yokohama, Giappone $50,000 – Cemento 32S/24Q/16D Singolare – Doppio                  | John Millman 6–4, 6–4                                | Kyle Edmund                        | Chung Hyeon Gō Soeda                  | Tatsuma Itō Aleksandr Kudrjavcev Zhang Ze Yoshihito Nishioka                          |
| 10 novembre | Keio Challenger Yokohama, Giappone $50,000 – Cemento 32S/24Q/16D Singolare – Doppio                  | Bradley Klahn Matt Reid 4–6, 6–4, [10–7]             | Marcus Daniell Artem Sitak         | Chung Hyeon Gō Soeda                  | Tatsuma Itō Aleksandr Kudrjavcev Zhang Ze Yoshihito Nishioka                          |
| 17 novembre | ATP Challenger Tour Finals São Paulo, Brasile $220,000+H – Terra rossa (i) – 8S Singolare            | Diego Schwartzman 6–2, 6–3                           | Guilherme Clezar                   | Víctor Estrella Burgos Simone Bolelli | Eliminati al Round Robin Máximo González Andreas Haider-Maurer Blaž Rola João Souza   |
| 17 novembre | Lima Challenger Lima, Perù $50,000+H – Terra rossa 32S/16Q/16D                                       | Guido Pella 6–2, 6–4                                 | Jason Kubler                       | José Hernández Juan Carlos Sáez       | Fabiano de Paula Juan Ignacio Londero Roberto Carballés Baena Hans Podlipnik-Castillo |
| 17 novembre | Lima Challenger Lima, Perù $50,000+H – Terra rossa 32S/16Q/16D                                       | Sergio Galdós Guido Pella 6–3, 6–1                   | Marcelo Demoliner Roberto Maytín   | José Hernández Juan Carlos Sáez       | Fabiano de Paula Juan Ignacio Londero Roberto Carballés Baena Hans Podlipnik-Castillo |
| 17 novembre | Uruguay Open Montevideo, Uruguay $50,000 – Terra rossa 32S/24Q/16D                                   | Pablo Cuevas 6–2, 6–4                                | Hugo Dellien                       | Pedro Cachín Facundo Argüello         | Nicolás Jarry Gianluigi Quinzi Andrés Molteni Jordi Samper-Montaña                    |
| 17 novembre | Uruguay Open Montevideo, Uruguay $50,000 – Terra rossa 32S/24Q/16D                                   | Martín Cuevas Pablo Cuevas 6–2, 6–4                  | Nicolás Jarry Gonzalo Lama         | Pedro Cachín Facundo Argüello         | Nicolás Jarry Gianluigi Quinzi Andrés Molteni Jordi Samper-Montaña                    |
| 17 novembre | Internazionali di Tennis Castel del Monte Andria, Italia €35,000+H – Sintetico (i) 32S/32Q/16D       | Ričardas Berankis 6–4, 1–0 ritirato                  | Nikoloz Basilašvili                | Konstantin Kravčuk Michael Berrer     | Pietro Licciardi Mirza Bašić Jan Mertl Andriej Kapaś                                  |
| 17 novembre | Internazionali di Tennis Castel del Monte Andria, Italia €35,000+H – Sintetico (i) 32S/32Q/16D       | Patrick Grigoriu Costin Pavăl 7–6(4), 6(4)–7, [10–5] | Roman Jebavý Andreas Siljeström    | Konstantin Kravčuk Michael Berrer     | Pietro Licciardi Mirza Bašić Jan Mertl Andriej Kapaś                                  |
| 17 novembre | Dunlop World Challenge Toyota, Giappone $40,000+H – Sintetico (i) 32S/30Q/16D                        | Gō Soeda 6–4, 7–5                                    | Tatsuma Itō                        | Chen Ti Yūichi Sugita                 | Arata Onozawa Yasutaka Uchiyama Yoshihito Nishioka James Duckworth                    |
| 17 novembre | Dunlop World Challenge Toyota, Giappone $40,000+H – Sintetico (i) 32S/30Q/16D                        | Toshihide Matsui Yasutaka Uchiyama 7–6(6), 6–2       | Bumpei Sato Yang Tsung-hua         | Chen Ti Yūichi Sugita                 | Arata Onozawa Yasutaka Uchiyama Yoshihito Nishioka James Duckworth                    |

## Distribuzione punti
| Categoria torneo                                                 | Singolare | Singolare | Singolare                   | Singolare                   | Singolare                   | Singolare                   | Singolare | Singolare | Singolare | Singolare | Doppio        | Doppio        | Doppio        | Doppio        | Doppio        |
| Categoria torneo                                                 | V         | F         | SF                          | QF                          | 1/8                         | 1/16                        | Q         | Q3        | Q2        | Q1        | V             | F             | SF            | QF            | 1/8           |
| ---------------------------------------------------------------- | --------- | --------- | --------------------------- | --------------------------- | --------------------------- | --------------------------- | --------- | --------- | --------- | --------- | ------------- | ------------- | ------------- | ------------- | ------------- |
| Challenger Tour Finals                                           | 80+RR     | 30+RR     | 15/vittoria nel round robin | 15/vittoria nel round robin | 15/vittoria nel round robin | 15/vittoria nel round robin | N/A       | N/A       | N/A       | N/A       | Non disputate | Non disputate | Non disputate | Non disputate | Non disputate |
| Challenger $125.000+H Challenger €106.500+H                      | 125       | 75        | 45                          | 25                          | 10                          | 0                           | +5        | 0         | 0         | 0         | 125           | 75            | 45            | 25            | 0             |
| Challenger $125.000 o $100.000+H Challenger €106.500 o €85.000+H | 110       | 65        | 40                          | 20                          | 9                           | 0                           | +5        | 0         | 0         | 0         | 110           | 65            | 40            | 20            | 0             |
| Challenger $100.000 o $75.000+H Challenger €85.000 o €64.000+H   | 100       | 60        | 35                          | 18                          | 8                           | 0                           | +5        | 0         | 0         | 0         | 100           | 60            | 35            | 18            | 0             |
| Challenger $75.000 o $50.000+H Challenger €64.000 o €42.500+H    | 90        | 55        | 33                          | 17                          | 8                           | 0                           | +5        | 0         | 0         | 0         | 90            | 55            | 33            | 17            | 0             |
| Challenger $50.000 Challenger €42.500                            | 80        | 48        | 29                          | 15                          | 7                           | 0                           | +3        | 0         | 0         | 0         | 80            | 48            | 29            | 15            | 0             |
| Challenger $40.000+H Challenger €35.000+H                        | 80        | 48        | 29                          | 15                          | 6                           | 0                           | +3        | 0         | 0         | 0         | 80            | 48            | 29            | 15            | 0             |